# Amy Winehouse
Amy Jade Winehouse (Enfield, London, 1983. szeptember 14. – Camden Town, London, 2011. július 23.) hatszoros Grammy-díjas angol énekes-dalszerző. Mély, érzelemteljes kontraalt énekhangjáról és a zenei műfajok, úgymint a soul, a rhythm and blues, a reggae és a dzsessz sokoldalú ötvözéséről ismert. Felvételei mintegy 30 millió példányban keltek el világszerte.
A National Youth Jazz Orchestra tagjaként 2002-ben szerződött Simon Fuller 19 Managementjéhez, és hamarosan számos dalt vett fel, mielőtt kiadói szerződést kötött az EMI-vel. Ezen lemezkiadókon keresztül alakított ki munkakapcsolatot Salaam Remi producerrel is. Winehouse debütáló albuma, a Frank 2003-ban jelent meg. Az album számos dala dzsessz stílusú, és két feldolgozástól eltekintve mind Winehouse írta őket. A Frank kritikai sikert aratott az Egyesült Királyságban, és Mercury-díjra jelölték. A Stronger Than Me című dalával elnyerte a Brit Dalszerzők, Zeneszerzők és Szerzők Akadémiájának Ivor Novello-díját A legjobb kortárs dal kategóriában.
Winehouse 2006-ban adta ki második, Back to Black című albumát, amely elsöprő nemzetközi sikert aratott, és minden idők egyik legkelendőbb albumává, valamint az Egyesült Királyság történetének egyik legkelendőbb albumává vált. A 2007-es Brit Awards-on az albumot Az év brit albumának jelölték, és ő kapta Az év brit női szólóelőadónak járó díjat. A Rehab című dalával elnyerte második Ivor Novello-díját. A 2008-as 50. Grammy-díjátadón öt díjat nyert, amivel beállította az akkori rekordot, ami a legtöbb női előadó által egy este alatt elnyert díjak számát illeti, és ő lett az első brit nő, aki öt Grammy-díjat nyert, köztük hármat az általános kategóriákból: A legjobb új előadó, Az év felvétele és Az év dala (a Rehabért), valamint A legjobb popalbum.
Winehouse súlyos szenvedélybeteg volt és függőségekkel küzdött. 2011. július 23-án, 27 éves korában halt meg alkoholmérgezésben. Családja szerint a bulimia is szerepet játszott halálában. Nem sokkal később a Back to Black rövid időre a 21. század legkelendőbb albuma lett az Egyesült Királyságban. A VH1 Winehouse-t a 26. helyre sorolta a zenei élet 100 legkiválóbb énekesnőjét tartalmazó listáján. Életét és karrierjét egy 2024-es életrajzi film, a Back to Black mutatta be Sam Taylor-Johnson rendezésében. 2025-ben a Kongresszusi Könyvtár felvette a Back to Black-et a Nemzeti Hangfelvételi Nyilvántartásába.

## Gyermekkora
Amy Jade Winehouse 1983. szeptember 14-én született a Chase Farm Hospitalban, Gordon Hillben, London Enfield kerületében, zsidó szülők gyermekeként. Édesapja, Mitchell "Mitch" Winehouse ablakpanel-szerelő és taxisofőr volt, édesanyja, Janis Winehouse (leánykori neve Seaton) gyógyszerész. Édesanyjánál 2003-ban szklerózis multiplexet diagnosztizáltak. Winehouse ükapja, Harris Winehouse 1891-ben vándorolt ki a fehéroroszországi Minszkből Londonba. Bátyja, Alex 1979-ben született. A család London Southgate kerületében élt, ahol Amy az Osidge Általános Iskolába járt. Winehouse gyermekkorában zsidó vasárnapi iskolába járt. Egy, a hírnévre való felemelkedését követő interjúban azzal fejezte ki elutasító álláspontját az iskolával szemben, hogy könyörgött az apjának, hogy engedje meg neki, hogy ne járjon oda, és hogy amúgy semmit sem tanult a zsidóságról azzal, hogy oda járt. Ugyanebben az interjúban Winehouse azt mondta, hogy évente csak egyszer, Jom kippurkor ment zsinagógába „tiszteletből”.
Winehouse anyai nagybátyjai közül sokan hivatásos jazz-zenészek voltak. Amy apai nagyanyja, Cynthia énekesnő volt, és az angol jazzszaxofonos Ronnie Scott-tal járt. Ő és Amy szülei befolyásolták Amy érdeklődését a jazz iránt. Apja, Mitch gyakran énekelt neki Frank Sinatra-dalokat, és amikor az iskolában bajba került, a Fly Me to the Moont énekelte, mielőtt felment az igazgatónőhöz, hogy megdorgálják. Kilencéves korában Winehouse szülei elváltak, és Winehouse az édesanyjával élt, hétvégenként pedig az apjánál és annak barátnőjénél lakott az essexi Hatfield Heathben.
1992-ben nagyanyja, Cynthia javasolta Amynek, hogy iratkozzon be a Susi Earnshaw Színházi Iskolába, ahová szombatonként járt, hogy továbbképezze magát éneklésben és megtanuljon szteppelni. Négy évig járt az iskolába, és gyerekkori barátnőjével, Juliette Ashbyvel megalapította a Sweet 'n' Sour nevű, rövid életű rapegyüttest, mielőtt a Sylvia Young Színházi Iskolában keresett volna teljes körű képzést. Néhány évvel később arról szóltak a hírek, hogy Winehouse-t 14 évesen kirúgták, mert ’nem kamatoztatta tudását’, és azért is, mert piercinget csináltatott az orrába, de ezeket az állításokat Sylvia Young cáfolta: „15 évesen iskolát váltott... Hallottam, hogy azt mondják, kirúgták; nem így volt. Én soha nem rúgtam volna ki Amyt”. Mitch Winehouse szintén tagadta az állításokat. A lány a Mill Hill-i Mount Schoolba és a Selhurst-i BRIT Schoolba járt, ahonnan 16 évesen került ki.
Miután bátyja, Alex gitárjával játszadozott, Winehouse 14 éves korában saját gitárt vásárolt, és nem sokkal később elkezdett zenét írni, majd munkát vállalni; szórakoztatóipari újságíróként dolgozott a World Entertainment News Networknek, és énekelt a helyi Bolsha Band nevű együttesben is. 2000 júliusában ő lett a National Youth Jazz Orchestra kiemelt női vokalistája. Nagy hatással volt rá Sarah Vaughan és Dinah Washington, utóbbit már otthon is hallgatta. Winehouse legjobb barátja, a soul énekes Tyler James elküldte demókazettáját egy A&R embernek.

## Pályafutása

### 2002–2005: Karrier kezdete ésFrank

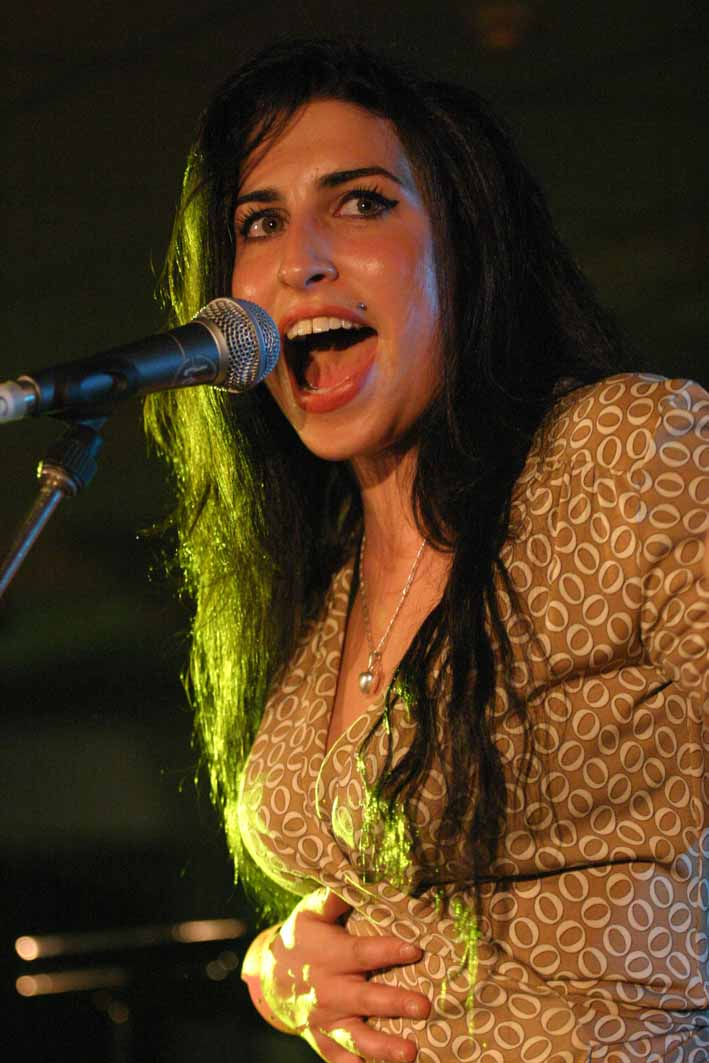
Winehouse fellépés közben 2004. júliusában

Winehouse 2002-ben szerződött Simon Fuller 19 Managementjéhez, és heti 250 fontot kapott a jövőbeli bevételei terhére. Amíg a menedzsmentcég Winehouse fejlesztésével foglalkozott, Winehouse-t lemezipari titokként tartották számon, noha a Cobden Clubban rendszeresen énekelt jazz standardeket. Az Island későbbi A&R képviselője, Darcus Beese véletlenül hallott róla, amikor a Lewinson Brothers menedzsere megmutatta neki ügyfelei néhány produkcióját, amelyeken Winehouse volt a vokalista. Amikor megkérdezte, hogy ki az énekesnő, a menedzser közölte vele, hogy nem mondhatja el. Miután eldöntötte, hogy szerződést akar vele kötni, több hónapos kérdezősködésbe telt, mire Beese végül rájött, hogy ki az énekesnő. Winehouse azonban ekkorra már számos dalt rögzített és kiadói szerződést kötött az EMI-val. Egyébként ezen lemezkiadókon keresztül alakított ki munkakapcsolatot Salaam Remi producerrel.
Beese bemutatta Winehouse-t főnökének, Nick Gatfieldnek; az Island vezetője osztotta lelkesedését a fiatal művésznő szerződtetése iránt. Winehouse-t az Island szerződtette, mivel a riválisok érdeklődése már kezdett megnőni iránta, az EMI és a Virgin képviselői is elkezdtek lépéseket tenni. Beese a HitQuartersnek elmondta, hogy úgy érezte, a korszakra atipikus popsztárnak számító művész iránti izgalom a reality show-kal szembeni ellenérzésnek köszönhető, amelybe a friss, valódi fiatal tehetségekre kiéhezett közönség is beletartozott.
Winehouse debütáló albuma, a Frank 2003. október 20-án jelent meg. A főként Salaam Remi által készített albumon sok dal a jazz hatásait mutatta, és két feldolgozástól eltekintve Winehouse minden dalt társszerzőként írt. Az albumot a kritikusok elismeréssel fogadták, dicsérve a dalszövegek „hűvös, kritikus tekintetét”. Winehouse hangját többek között Sarah Vaughan és Macy Gray hangjához hasonlították.
Az album 2004-ben került az Egyesült Királyság albumlistájának felső élmezőnyébe, amikor Brit Awards-díjra jelölték Az év brit női szólóénekese és a Brit Urban Act kategóriákban. A lemez platina minősítéseket ért el. Később, 2004-ben ő és Remi elnyerték A legjobb kortárs dalnak járó Ivor Novello-díjat, első közös kislemezükért, a Stronger Than Me-ért. Az album a 2004-es Mercury Music Prize jelöltjei közé is bekerült. Ugyanebben az évben fellépett a Glastonbury Festival – Jazzworld, a V Festival és a Montreali Nemzetközi Jazzfesztiválon. Az album megjelenése után Winehouse úgy nyilatkozott, hogy „csak 80 százalékban állt [az] album mögött”, mert az Island Records felülbírálta a dalok és a mixek felvételére vonatkozó preferenciáit. Az album további kislemezei a Take the Box, az In My Bed/You Sent Me Flying és a Pumps/Help Yourself voltak.

### 2006–2008:Back to Blackés nemzetközi siker

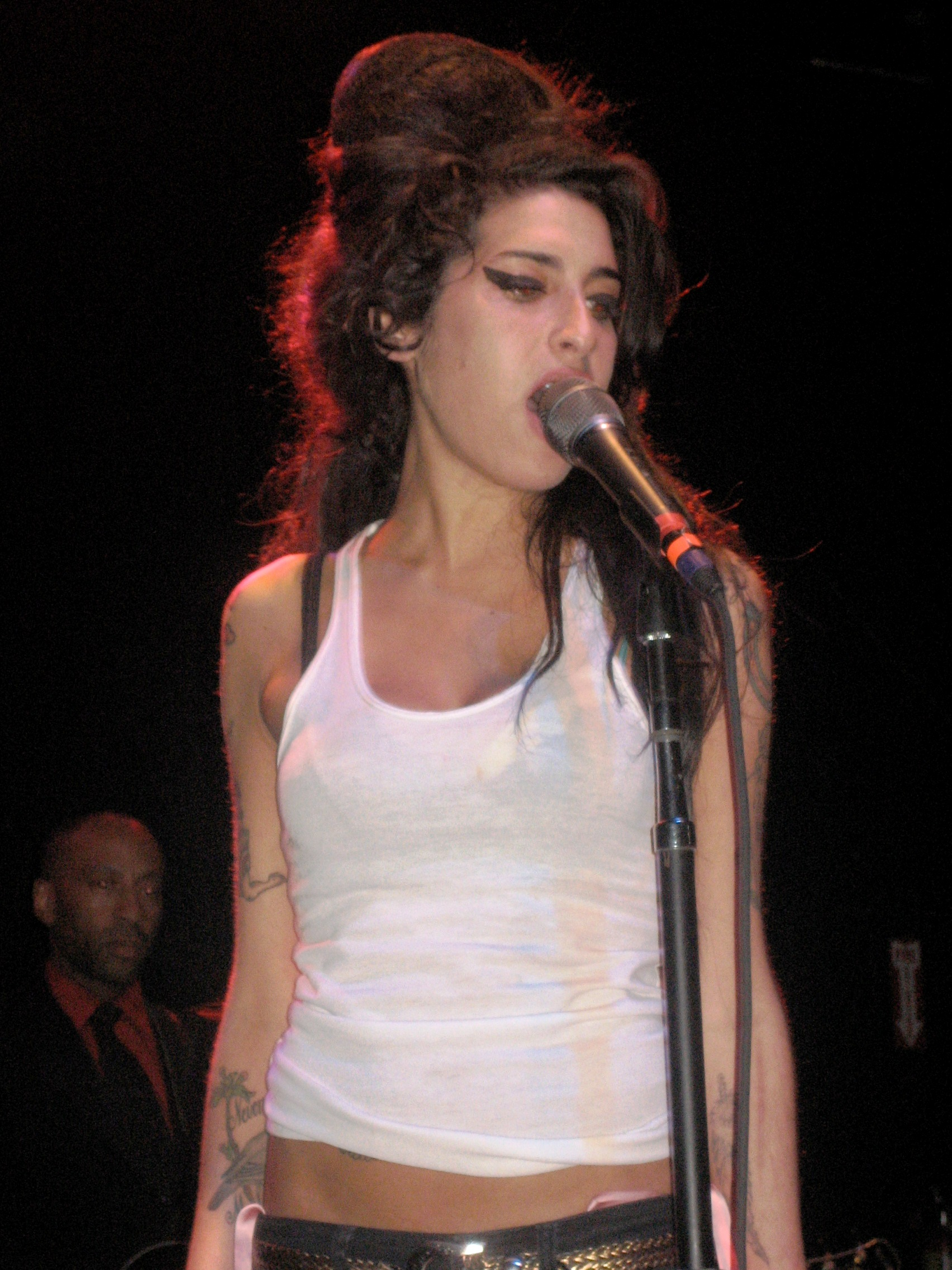
Winehouse a bostoni Avalonban, 2007-ben

Első jazz-hatású albumának megjelenése után Winehouse figyelme az 1950-es és 1960-as évek lányegyüttesei felé fordult. Winehouse a New York-i énekesnő, Sharon Jones régi zenekarát, a Dap-Kings-et bérelte fel, hogy kísérjék őt a stúdióban és a turnékon. Mitch Winehouse az Amy, My Daughter című könyvében elmeséli, mennyire lenyűgöző volt figyelni a folyamatát: a stúdióban tanúsított maximalizmusát, és azt, hogy amit felénekelt, hogyan tette fel egy CD-re, és játszotta le a kinti taxijában, hogy tudja, hogyan hallják a legtöbben a zenéjét. 2006 májusában Winehouse demó számai, mint például a You Know I’m No Good és a Rehab Mark Ronson New York-i rádióműsorában, az East Village Radio-ban jelentek meg. Ezek voltak az első új dalok, melyeket a Pumps megjelenése után játszottak a rádióban, és mindkettő a második albumára volt betervezve. A 11 számot tartalmazó, öt hónap alatt elkészült albumot teljes egészében Salaam Remi és Ronson készítette, a produceri érdemeket pedig megosztották egymás között. Ronson egy 2010-es interjúban azt mondta, hogy azért szeretett Winehouse-szal dolgozni, mert ő egyenes volt, ha nem tetszett neki a munkája. Winehouse úgy gondolta, hogy amikor először találkoztak, a férfi hangmérnök volt, és egy idősebb, szakállas férfira számított.
A Back to Black promóciója hamarosan megkezdődött, és 2006 októberének elején Winehouse hivatalos honlapja új elrendezéssel és korábban kiadatlan dalok klipjeivel indult újra. A Back to Black 2006. október 30-án jelent meg az Egyesült Királyságban. 2007 januárjában két hétig az első helyen állt a brit albumlistán, majd visszaesett, de februárban több hétre visszamászott. Az Egyesült Államokban a Billboard 200-as listán a hetedik helyen szerepelt. A 2007-es év legkelendőbb albuma volt az Egyesült Királyságban, az év folyamán 1,85 millió példányban kelt el. Az albumról megjelent első kislemez a Rehab volt, melynek Ronson volt a producere. A dal az Egyesült Királyságban és az Egyesült Államokban is a Top 10-be került. A Time magazin a Rehabot a 2007-es év legjobb dalának nevezte. Josh Tyrangiel író magabiztosságáért dicsérte Winehouse-t, mondván: „Ami ő, az szájbarágós, vicces, fülledt, és valószínűleg őrült” és „lehetetlen nem elcsábulni az eredetiségétől. Ha ezt Mark Ronson produkciójával kombináljuk, amely négy évtizednyi soul zenére utal anélkül, hogy egyszer is lenyúlná, akkor megkapjuk 2007 legjobb dalát”. Az album második kislemeze, a You Know I’m No Good volt, amely az Egyesült Államokban vezető kislemezként jelent meg 2007 januárban. Végül a brit kislemezlistán a 18. helyig jutott. A címadó dal, a Back to Black 2007 áprilisában jelent meg az Egyesült Királyságban, és a 25. helyig jutott, de a kontinentális Európában sikeresebb volt. A Tears Dry on Their Own és Love Is a Losing Game szintén megjelentek kislemezként, de nem értek el hasonló sikert.

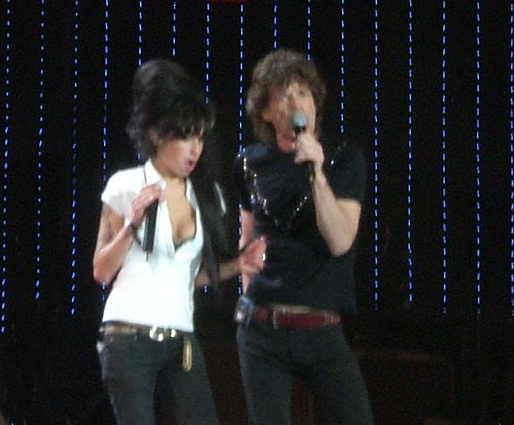
Winehouse Mick Jaggerrel a 2007-es Isle of Wight Fesztiválon, Angliában. Miután előző este szólóban lépett fel, június 10-én az Ain't Too Proud to Beg című dalt énekelte a Rolling Stones-szal

2007. november 5-én az Egyesült Királyságban megjelent a Back to Black bővített, deluxe kiadása is. A bónusz lemezen B-oldalas, kiadatlan és élőben felvett számok, valamint a Valerie található. Winehouse debütáló DVD-je, az I Told You I Was Trouble: Live in London az Egyesült Királyságban ugyanazon a napon, az Egyesült Államokban pedig november 13-án jelent meg. A lemez a londoni Shepherd's Bush Empire-ben rögzített élő szettet és egy 50 perces dokumentumfilmet tartalmaz, amely az énekesnő karrierjét mutatja be az elmúlt négy évből. A Frank 2007. november 20-án jelent meg az Egyesült Államokban, és pozitív kritikákat kapott. Az album a Billboard 200-as listán a 61. helyen debütált. Saját albuma mellett más előadókkal is együttműködött kislemezeken. Winehouse vokálozott Ronson Version című szólóalbumának Valerie című dalában. A dal az októberi kislemez megjelenésekor a második helyen végzett az Egyesült Királyságban. A Valerie-t 2008-ban jelölték Az év brit kislemeze kategóriában a Brit Awards-on. Az ex-Sugababe Mutya Buenával közös munkája, a B Boy Baby 2007. december 17-én jelent meg. Buena debütáló albumának, a Real Girlnek a negyedik kislemezeként szolgált. Winehouse Missy Elliottal is tárgyalt a Block Party című albumán való közös munkáról.
Winehouse 2006 végén a Back to Black megjelenését több fellépéssel népszerűsítette, köztük a Little Noise Sessions jótékonysági koncerttel a londoni Islingtonban található Union Chapelben. 2006. december 31-én Winehouse fellépett Jools Holland Annual Hootenanny című műsorában, és Paul Wellerrel és Holland Rhythm and Blues Orchestrájával együtt előadta Marvin Gaye I Heard It Through the Grapevine című dalának feldolgozását. Emellett előadta Toots and the Maytals Monkey Man című dalát is. Kérésére Bruce Willis színész mutatta be Winehouse-t a Rehab című dal előadása előtt a 2007-es MTV Movie Awards-on a kaliforniai Universal Cityben 2007. június 3-án. 2007 nyarán különböző fesztiválokon lépett fel, többek között a Glastonbury Fesztiválon és a chicagói Lollapaloozán.
A turné további része azonban nem alakult ilyen jól. 2007 novemberében egy 17 állomásos turné nyitóestjét kifütyülések és közönség kivonulása rontotta el a birminghami National Indoor Arénában. A Birmingham Mail kritikusa szerint ez volt „életem egyik legszomorúbb estéje... láttam, ahogy egy rendkívül tehetséges művész sírva fakad, botladozik a színpadon, és megbocsáthatatlanul káromkodik a közönséggel”. Más koncertek is hasonlóan végződtek, például a rajongók a londoni Hammersmith Apollo előadásán azt mondták, hogy „végig erősen ittasnak tűnt”, mígnem 2007. november 27-én bejelentette, hogy az év hátralévő részében lemondja fellépéseit és nyilvános szerepléseit, orvosának tanácsára hivatkozva, hogy pihenőt tartson. A Live Nation koncertszervező cég által kiadott közleményben a döntésért „a turnézással járó fáradalmakat és az Amyre az elmúlt hetekben nehezedő intenzív érzelmi terhelést” okolta. Mitch Winehouse 2012-ben megjelent Amy, My Daughter című könyvében írt a nyilvános fellépések előtti idegességéről. 2008. január 13-án a Back to Black a harmadik egymást követő héten tartotta a Billboard páneurópai listájának első helyét.

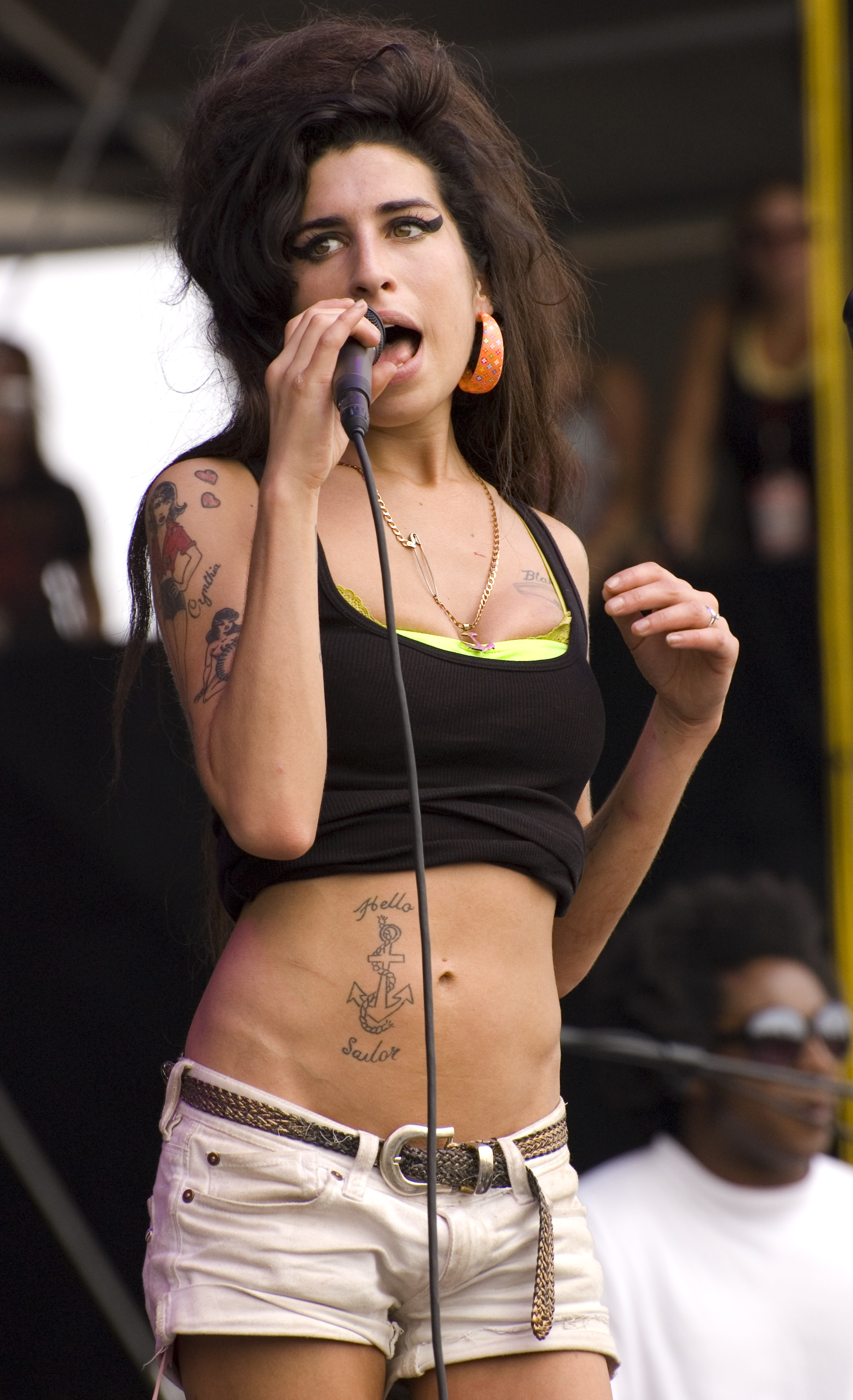
Winehouse fellépése a Virgin Fesztiválon Baltimore-ban (2007)

2008. február 10-én Winehouse öt Grammy-díjat kapott: övé lett Az év felvétele, Az év dala, A legjobb női popénekes teljesítmény a Rehab című dalért, valamint a Back to Black elnyerte A legjobb popalbum Grammy-díját. Az énekesnő A legjobb új előadónak járó Grammy-díjat is elnyerte, amivel bekerült a Guinness Rekordok Könyvének 2009-es kiadásába a legtöbb brit női előadó által elnyert Grammy-díjért. Emellett a Back to Blacket jelölték Az év albuma kategóriában is. Ronson közös munkájáért elnyerte Az év nem klasszikus producere Grammy-díját. Az év felvételéért járó díj köszönőbeszédét azzal zárta, hogy „Ez Londonért van, mert Camden Town nem ég le”, utalva a 2008-as camdeni piactűzre. A You Know I’m No Good és a Rehab című dalokat élő kapcsolaton keresztül adta elő a londoni Riverside stúdióból, brit idő szerint hajnali 3-kor, mivel nem tudott részt venni a Los Angeles-i díjátadón, mivel a vízumkérelmét nem sikerült időben feldolgozni.
A Grammy után az album eladásai megnőttek, és a Back to Black a második helyre ugrott az amerikai Billboard 200-as listán, miután kezdetben a hetedik helyen végzett. 2008. február 20-án Winehouse fellépett a 2008-as Brit Awards-on a londoni Earls Courtban, ahol Mark Ronsonnal adta elő a Valerie-t, majd a Love Is a Losing Game-et. Arra buzdította a közönséget, hogy „csapjanak zajt a Blake-emért”. A Back to Black különleges deluxe kiadása 2008. március 2-án az Egyesült Királyság albumlistájának élére került. Eközben az album eredeti kiadása a 68. héten a 30. helyen állt a listákon, míg a Frank a 35. helyen.
Párizsban egy „jól kivitelezett 40 perces” szettet adott elő egy Fendi butik megnyitóján március elején. Március 12-ig az albumból összesen 2 467 575 példányt adtak el – az előző 10 hétben 318 350 példányt –, amivel az album először került be az Egyesült Királyságban a 21. század 10 legkelendőbb albumának toplistájára. Április 7-én a Back to Black hatodik egymást követő és tizenharmadik összesített héten állt a páneurópai slágerlisták első helyén. Amy Winehouse – The Girl Done Good: A Documentary Review című 78 perces DVD 2008. április 14-én jelent meg. A dokumentumfilmben interjúk hangzanak el azokkal, akik fiatal korában ismerték őt, olyan emberekkel, akik segítettek neki a siker elérésében, jazz-zenei szakértőkkel, valamint zenei és popkultúra-szakértőkkel.
A 2008-as Ivor Novello Díjátadón májusban Winehouse lett az első olyan előadó, aki két jelölést is kapott a legmagasabb díjra: A legjobb zenei és szöveges dal. A díjat a Love Is a Losing Game című daláért nyerte el, és a You Know I’m No Good című daláért jelölték. A Rehab, amely 2006-ban A legjobb kortárs dalnak járó Novello-díjat nyerte el, 2008-ban szintén jelölést kapott A legkelendőbb brit dal kategóriában. Winehouse-t 2008-ban az MTV Europe Music Awardra is jelölték Az év előadója kategóriában.
Bár apja, menedzsere és turnécsapatának különböző tagjai állítólag megpróbálták lebeszélni róla, Winehouse 2008 májusában fellépett a Rock in Rio Lisboa fesztiválon Portugáliában. Bár a koncertet megkeserítette a késés és a hangjával kapcsolatos problémák, a közönség szerette őt. Winehouse 2008. június 27-én fellépett Nelson Mandela 90th Birthday Party koncertjén a londoni Hyde Parkban, másnap pedig a Glastonbury Fesztiválon. 2008. július 12-én az írországi Oxegen Fesztiválon egy jól fogadott 50 perces szettet adott elő, amelyet másnap egy 14 dalos szett követett a T in the Parkban. Augusztus 16-án a V fesztivál staffordshire-i állomásán, másnap pedig a chelmsfordi állomáson lépett fel. A szervezők szerint Winehouse a fesztivál legnagyobb tömegét vonzotta. A közönség reakciója a beszámolók szerint vegyes volt. Szeptember 6-án ő volt a Bestival szombati headlinere, ahol előadását csiszoltnak írták le – aminek a kijárási tilalom vetett véget, mivel a show túl későn kezdődött, miután Winehouse egy órát késett -, majd elviharzott a színpadról.
Winehouse zenéjének egy klipje szerepelt a "Roots and Influences" című területen, amely a különböző művészek közötti kapcsolatokat vizsgálta a 2008 decemberében megnyitott Rock and Roll Hall of Fame Annex NYC-ben. Az egyik szál Billie Holidayvel kezdődött, Aretha Franklinnel és Mary J. Blige-gel folytatódott, majd Winehouse-szal zárult. A Back to Black a világ hetedik legnagyobb példányszámban eladott albuma volt 2008-ban. Az album eladásai azt jelentették, hogy a Universal Music hangfelvételekkel foglalkozó részlegének piaci teljesítménye nem esett vissza a teljes zenei piac által tapasztalt szintre.

### 2009–2011: Halála előtti utolsó projektek
A Harris Interactive által a VisitBritain számára az Egyesült Államok lakosai körében végzett 2009-es felmérésben a résztvevők egyötöde jelezte, hogy az előző évben hallgatta Winehouse zenéjét. Amy a Rhythms del Mundóval közösen lépett fel a Sam Cooke Cupid című dalának feldolgozásában az Artists Project Earth jótékonysági albumán, amely ugyanezen év júliusában jelent meg.

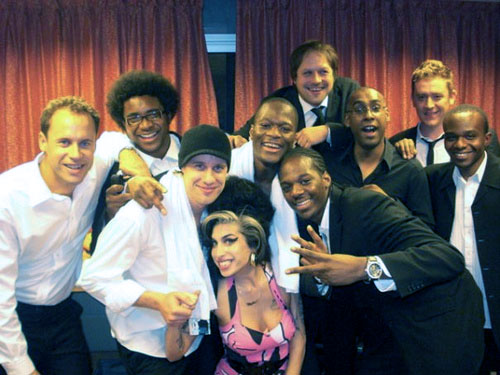
Winehouse a színfalak mögött a zenekarával 2009 márciusában

Winehouse és Ronson közreműködött Lesley Gore It’s My Party című dalának feldolgozásával a 2010 novemberében megjelent Q Soul Bossa Nostra című Quincy Jones tribute-albumon. Megegyezett, hogy a Roots-os Questlove-val egy együttest alapít, de a vízum megszerzésével kapcsolatos problémák késleltették a közös munkát. Salaam Remi már készített néhány anyagot Winehouse-szal a projekt részeként. A The Times szerint a Universal Music 2008-ban új anyagot sürgetett tőle, de az év szeptember 2-áig még nem járt stúdió közelében. Október végén Winehouse szóvivőjét idézték, aki azt mondta, hogy Winehouse nem kapott határidőt harmadik albumának elkészítésére, amelyhez dobolni tanult.
2009 májusában Winehouse szakadó esőzések és technikai nehézségek közepette visszatért egy Saint Lucia-i jazzfesztiválon való fellépésre. A szettje alatt a hírek szerint bizonytalanul állt a lábán, és nehezen emlékezett a dalszövegekre. Bocsánatot kért a közönségtől, hogy „unott volt”, és egy dal közepén befejezte a szettet. Saint Lucia-i tartózkodása alatt azonban új zenén dolgozott Remivel. Ugyanezen év augusztus 23-án Winehouse együtt énekelt a Specials-szel a V fesztiválon, a You're Wondering Now és a Ghost Town című dalukban.
Az Island azt állította, hogy az új album 2010-ben jelenik meg. Darcus Beese, az Island társelnöke azt mondta: „Hallottam néhány dal demóját, amelyek teljesen lenyűgöztek”. 2010 júliusában Winehouse-t idézték, aki azt mondta, hogy a következő albuma legkésőbb 2011 januárjában jelenik meg, és azt mondta: „Nagyon hasonló lesz, mint a második albumom, ahol rengeteg jukebox anyag van, és olyan dalok, amelyek... tényleg csak jukeboxok”. Ronson azonban akkor azt mondta, hogy még nem kezdte el felvenni az albumot. Amy a Valerie-t Ronsonnal egy filmpremieren adta elő, de elfelejtette a dal néhány szövegét. Októberben Winehouse egy négyszámos szettet adott elő, hogy népszerűsítse divatvonalát. 2010 decemberében 40 perces koncertet adott egy orosz oligarcha moszkvai partiján, a dalokat a mágnás válogatta össze.

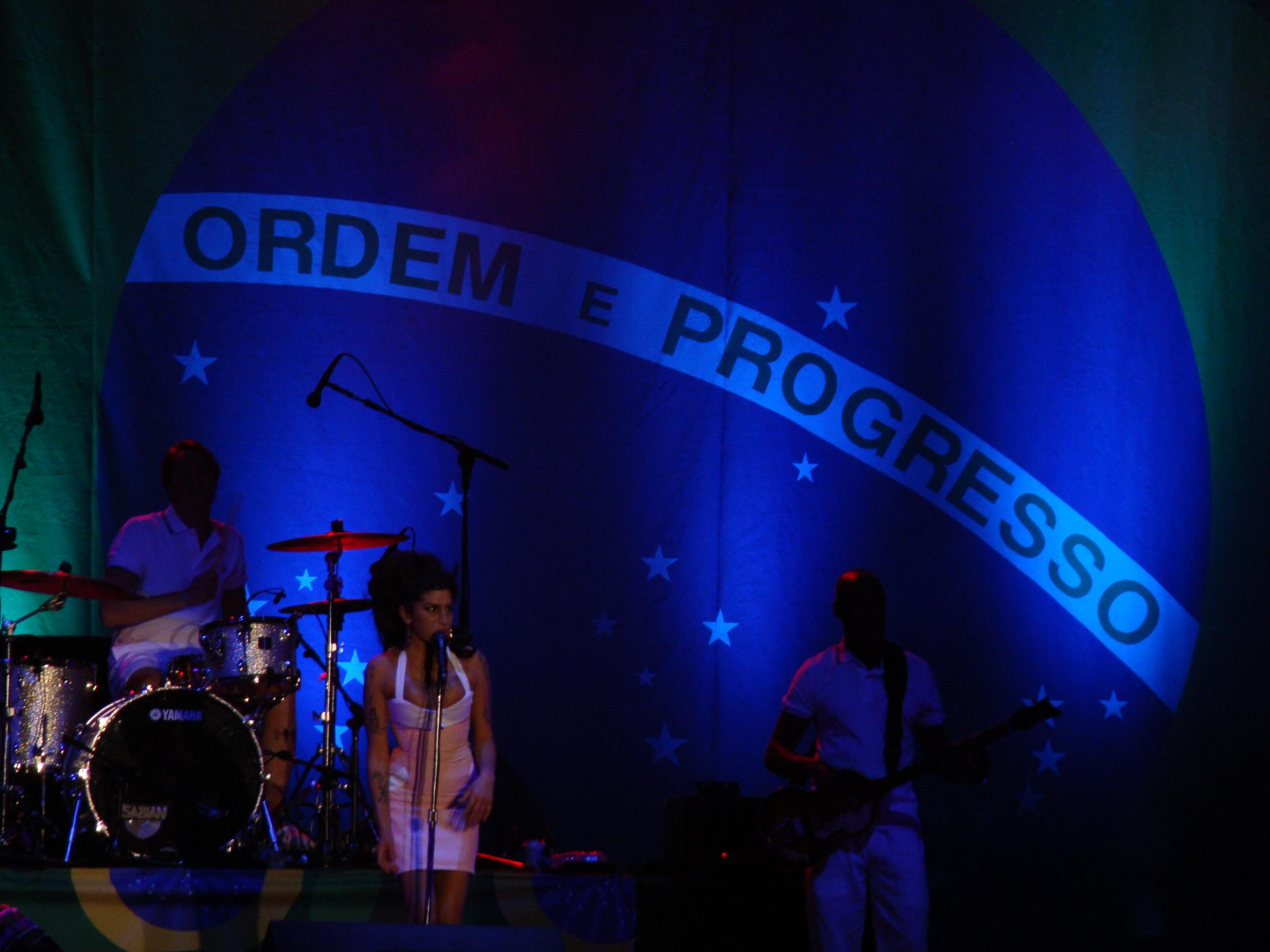
Winehouse 2011 januárjában Brazíliában lépett fel, halála előtti utolsó koncertjeinek egyikén

2011 januárjában Winehouse öt koncertet adott Brazíliában, az előzenekarok Janelle Monáe és Mayer Hawthorne voltak. A következő hónapban a közönség kifütyülése miatt rövidre zárta egy dubaji fellépését. Winehouse a beszámolók szerint fáradt, szórakozott és „becsípett” volt az előadás alatt.
2011. június 18-án Winehouse Belgrádban kezdte meg tizenkét állomásos európai turnéját. A helyi média botrányként és katasztrófaként írta le a fellépését; kifütyülték a színpadról, mivel a jelek szerint túl részeg volt ahhoz, hogy fellépjen. Dragan Šutanovac szerb honvédelmi miniszter „hatalmas szégyennek és csalódásnak” nevezte Winehouse fellépését. A beszámolók szerint nem emlékezett a városra, ahol tartózkodott, a dalszövegekre és a zenekara tagjainak nevére sem. A helyi sajtó azt is állította, hogy Winehouse-t a testőrei kényszerítették a fellépésre, akik nem engedték, hogy elhagyja a színpadot, amikor megpróbálta. Ezt követően lemondta a következő hétre tervezett isztambuli és athéni fellépéseket. Június 21-én bejelentették, hogy lemondta turnéja összes koncertjét, és „annyi időt kap, amennyit csak kell”, hogy rendbe szedje magát.
Winehouse utolsó nyilvános fellépésére 2011. július 20-án került sor a camdeni Roundhouse-ban, amikor meglepetésszerűen megjelent a színpadon, hogy támogassa keresztlányát, Dionne Bromfieldet, aki a Wanteddel énekelte a Mama Saidet. Winehouse három nappal később, július 23-án meghalt. Utolsó felvétele egy duett volt Tony Bennett amerikai énekessel a 2011. szeptember 20-án megjelent Duets II című albumára. Az albumról kiadott kislemezük, a Body and Soul 2011. szeptember 14-én jelent meg az MTV-n és a VH1-en, hogy megemlékezzenek róla; aznap lett volna Winehouse 28. születésnapja.

## Egyéb tevékenységek

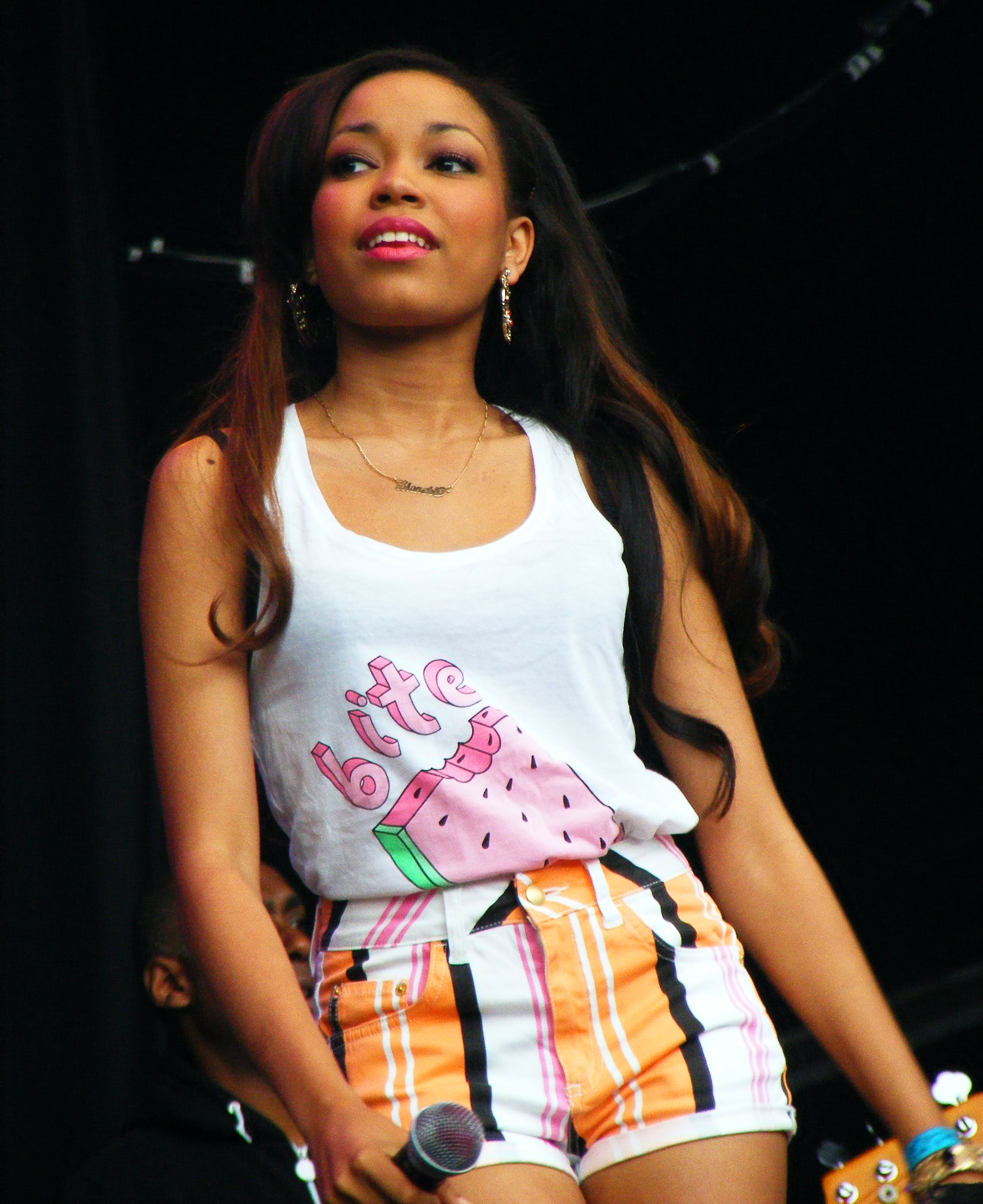
Winehouse lemezkiadójának első előadója a keresztlánya, Dionne Bromfield volt

Winehouse csatlakozott ahhoz a kampányhoz, amely megakadályozta, hogy a George Tavern, egy híres londoni East End-i zenés szórakozóhely mellé lakótelepet építsenek. A kampány támogatói attól tartottak, hogy a lakóépület-fejlesztés véget vetne a hely jövedelmező melléktevékenységének, amely film- és fotózási helyszínként működik, és amelytől a hely fennmaradása függ. Egy mellrák elleni figyelemfelkeltő kampány részeként Winehouse egy sokat mutató fotón jelent meg az Easy Living magazin 2008. áprilisi számában. Winehouse becslések szerint 10 millió fontos vagyonnal rendelkezett, amivel a Sunday Times 2008-as, a 30 év alatti zenészek vagyonát felsoroló listáján a tizedik helyen végzett. A következő évben a vagyona 5 millió fontra csökkent. A pénzügyeit Mitch és Janis Winehouse intézte. A hírek szerint körülbelül 1 millió fontot keresett azzal, hogy két privát partin énekelt a párizsi divathét alatt. valamint további 1 millió fontot azzal, hogy fellépett egy moszkvai művészeti galériában Roman Abramovics orosz oligarcha számára. Winehouse kölcsönadta a Tears Dry on Their Own című dal videoklipjében használt vintage ruháját, valamint egy DVD-t a British Music Experience-nek, a brit popzene történetének szentelt új múzeumnak. A londoni O2 Arénában található múzeum 2009. március 9-én nyílt meg.
2009 januárjában Winehouse bejelentette, hogy saját lemezkiadót indít. A Lioness Records első előadója Winehouse 13 éves keresztlánya, Dionne Bromfield volt. Első albuma, amely klasszikus soullemezek feldolgozásait tartalmazza, 2009. október 12-én jelent meg. Winehouse az album több számában is háttérvokálozott, valamint október 10-én a BBC televíziós műsorában, a Strictly Come Dancingben Bromfield mögött énekelt.
Winehouse-ról és családjáról 2009-ben Daphne Barak készített dokumentumfilmet Saving Amy címmel. Winehouse 2009-ben közös vállalkozásba kezdett az EMI-val, hogy a Back to Black című albumának dalszövegeit tartalmazó csomagolópapírokat és ajándékkártyákat dobjon piacra. 2010. január 8-án a Channel 4 televíziós dokumentumfilmet sugárzott My Daughter Amy címmel. A Saving Amy könyv 2010 januárjában jelent meg.
Winehouse egy 17 darabos divatkollekcióban működött közre a Fred Perry márkával. A kollekció 2010 októberében került forgalomba. A Fred Perry marketingigazgatója szerint „három nagy tervezési megbeszélésünk volt, ahol szorosan részt vett a termék stílusának kiválasztásában, valamint az anyag, a szín és a styling részleteinek alkalmazásában”, és „döntő befolyást gyakorolt az arányokra, a színekre és az illeszkedésre”. A kollekció „vintage ihletésű fazonokból áll, többek között Capri nadrágból, bowlingruhából, ceruzaszoknyából, hosszú vonalú buggyos pulóverből és rózsaszín-fekete kockás, galléros mintás ingből”. Családja kérésére a 2012-es őszi/téli kollekciók közül három, a halála előtt tervezett kollekciót is közzétettek.

### Jótékonysági tevékenység
Winehouse egész életében számos jótékonysági szervezetnek adományozta pénzét, zenéjét és idejét, különösen a gyerekekkel foglalkozó szervezeteknek. Egyszer a Pop World a „legjótékonyabb előadónak” nevezte. Bár személyiségének ezt az oldalát a nagyközönség soha nem ismerte, mind a művészeti, mind a jótékonysági közösségben ismerték nagylelkűségéről.
2008-ban Winehouse meztelenül jelent meg az Easy Living magazin egyik számában, hogy felhívja a figyelmet a mellrákra. 2009-ben a Classics című CD-n olyan zenészek, mint a Rolling Stones, a Killers és számos kubai zenész mellett szerepelt, hogy felhívja a figyelmet az éghajlatváltozásra. 2011 márciusában Winehouse több mint 20 000 font értékű ruhát adományozott egy helyi jótékonysági boltnak Londonban.
Egy karibi férfi, Julian Jean DeBaptiste elárulta, hogy Winehouse 2009-es Saint Lucia-i tartózkodása alatt 4000 fontba kerülő sürgős műtétjét Winehouse fizette. „2009. július 1-jén megműtöttek... egy vagyonba került, és Amy fizette az egészet. Próbáltam megköszönni neki, de ő csak megölelt, és azt mondta, hogy ne mondjak semmit. A nagylelkűsége visszaadta az életemet.”

## Imidzse

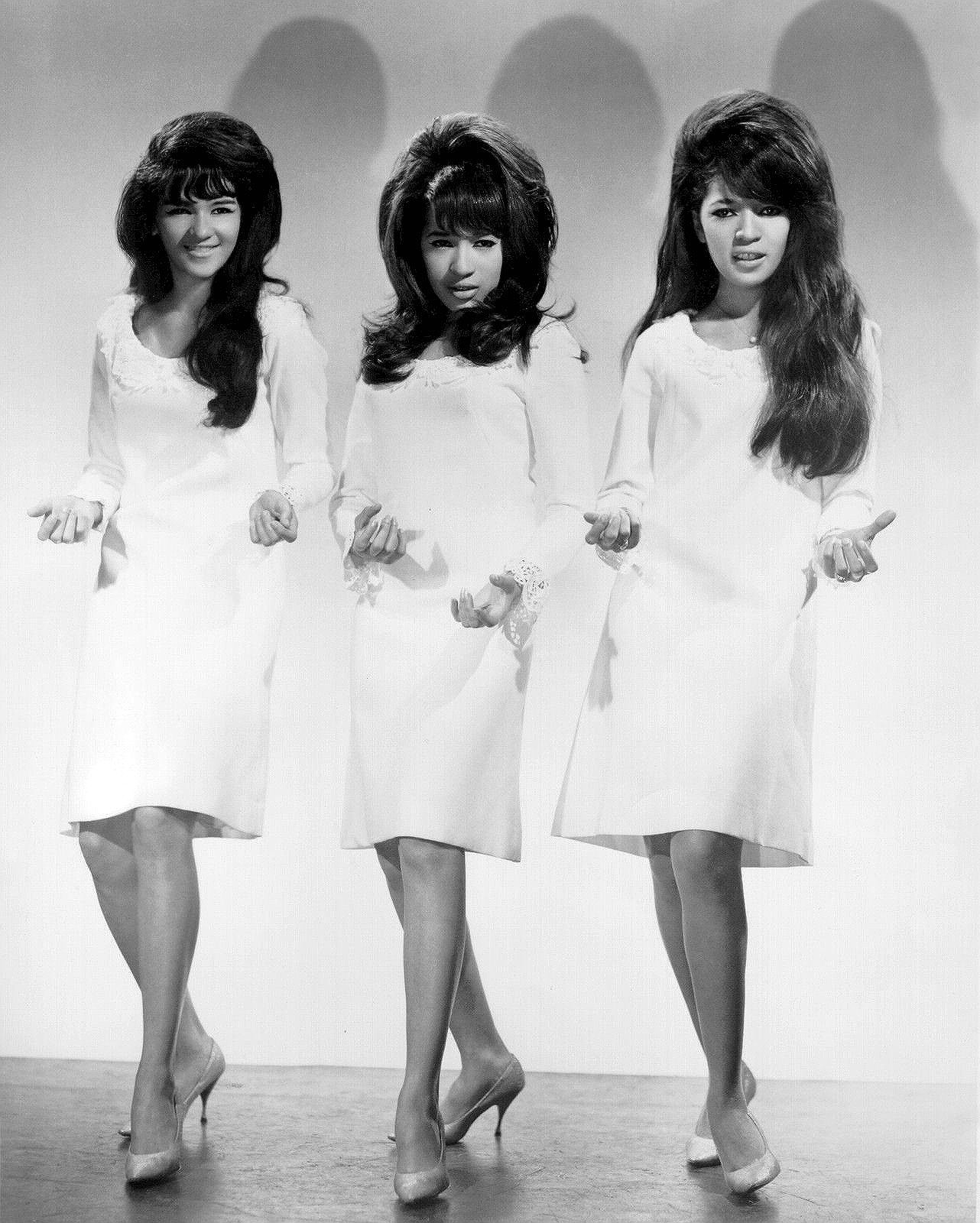
Winehouse-ra olyan soul-lányegyüttesek voltak hatással, mint a The Ronettes, akiknek a megjelenését is imitálta

Winehouse legnagyobb kedvence az 1960-as évek lánybandái voltak. Fodrásza, Alex Foden váltotta valóra „azonnal felismerhető” méhkas frizuráját, Kleopátra sminkjét pedig a Ronettes-től vette. Utánzása olyannyira sikeres volt, ahogy arról a The Village Voice is beszámolt: „Ronnie Spector – aki, mondhatni, szinte kitalálta Winehouse stílusát, amikor több mint 40 évvel ezelőtt színpadra lépett a Brooklyn Fox Theaterben Ronettes társaival – annyira meglepődött egy Winehouse-ról készült kép láttán a New York Postban, hogy felkiáltott: "Nem ismerem őt, soha nem találkoztam vele, és amikor megláttam a képet, azt gondoltam: 'Ez én vagyok!'. De aztán rájöttem, hogy nem, ez Amy! Nem volt rajtam a szemüvegem.”

A New York Times stílusriportere, Guy Trebay Winehouse stílusára gyakorolt sokféle hatásról beszélt. Trebay megjegyezte: „stílusos férje, Blake Fielder-Civil befolyásolhatta a megjelenését”. A Rolling Stone egykori szerkesztője, Joe Levy, aki a magazin címlapjára tette, így bontotta le a külsejét:
Ahogyan legjobb zenéje a mintavételezésből merített – a Motownból, a Staxból, a punkból és a korai hip-hopból kölcsönzött hangzások és stílustöredékek összeállítása -, úgy személyes stílusa is tudatos kollázs volt. Volt egy bizonyos pillanat a '90-es években, amikor, ha a belvárosba tartottál, és balra fordultál, minden lány úgy nézett ki, mint Bettie Page. De ők nem azt csinálták, amit Winehouse: Bettie Page-et elegyítette Brigitte Bardot-val, és hozzáadta azt a kis Ronnie Spectort.
Winehouse a merész vörös rúzs, a vastag szemöldök és az erős szemceruza használatát a latinoktól örökölte, akiket Miamiban látott, amikor Salaam Rémivel a Back to Blacken dolgozott. A brit sajtó többször is becsmérelte kinézetét. Ugyanakkor, amikor az NME Awards 2008-ban Winehouse-t a Legjobb szólóelőadó és a Legjobb zenei DVD kategóriában jelölte, a Legrosszabbul öltözött előadó díjat is neki ítélték. Winehouse a második helyre került Richard Blackwell 48. „Tíz legrosszabbul öltözött nő” listáján, Victoria Beckham mögött.

### Személyét ért kritikák

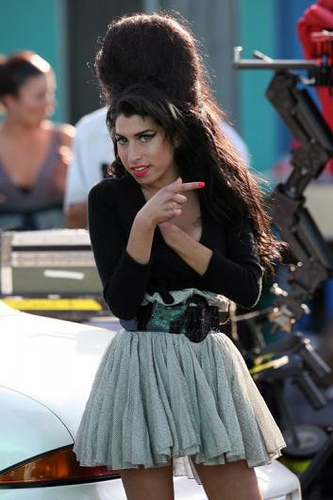
Winehouse Los Angelesben 2007-ben

Winehouse kettőssége, a kritikai és kereskedelmi siker és a magánéleti zűrzavar ellentéte jelentős médiakommentárokat váltott ki. A New Statesman „mocskos szájú, földhözragadt dívának” nevezte Winehouse-t, míg a Newsweek a „szexi cicababa, a nyers tehetség és a gyenge impulzuskontroll tökéletes viharának”. Karen Heller, a Philadelphia Inquirer munkatársa így foglalta össze az események örvényét:
Mindössze 24 éves, hat Grammy-jelöléssel, fejjel előre zuhan a siker és a kétségbeesés felé, egy börtönben ülő, társfüggő férjjel, megkérdőjelezhető ítélőképességű exhibicionista szülőkkel, és a paparazzókkal, akik dokumentálják érzelmi és fizikai szenvedéseit. Eközben Karl Lagerfeld, az elegáns tervező kisajátítja zilált stílusát és étkezési problémáit, hogy az elit számára értékesítse, miközben az új Bardot-nak kiáltja ki.
2008-ra drogproblémái már a karrierjét fenyegették. Nick Gatfield, az Island Records elnöke eljátszott a gondolattal, hogy Winehouse-t „a problémáival való megküzdés érdekében” útnak eresztik, és azt mondta: „Az ő státuszát tükrözi [az Egyesült Államokban], hogy amikor végiglapozod a televíziós közvetítéseket [a Grammyről], az ő képét használják”. A Grammy után néhányan megkérdőjelezték, hogy Winehouse-t kellett volna-e kitüntetni a díjjal, tekintettel a közelmúltbeli személyes és drogproblémáira, köztük Natalie Cole, aki bemutatta Winehouse-t az ünnepségen, és aki maga is küzdött kábítószer-függőségi problémákkal, miközben 1975-ben elnyerte A legjobb új előadónak járó Grammy-díjat. Winehouse nem utazhatott el és nem léphetett fel az amerikai Grammy-díjátadó ünnepségen, mert megbukott a drogteszten. Egy újságkommentárban az ENSZ Kábítószer- és Bűnügyi Hivatalának ügyvezető igazgatója, Antonio Maria Costa azt mondta, hogy Winehouse és más hírességek állítólagos drogfogyasztása rossz üzenetet küld „másoknak, akik ki vannak téve a függőségnek”, és aláássa más hírességek erőfeszítéseit, akik megpróbálják felhívni a figyelmet az afrikai problémákra, most, hogy az Európában használt kokain nagyobb része halad át ezen a kontinensen. Winehouse szóvivője megjegyezte, hogy „Amy soha nem idézett a drogokról, és nem is hivalkodott vele semmilyen módon. Voltak problémái, és próbál meggyógyulni. Az ENSZ-nek a saját háza táján kellene rendet tennie”.
2008 januárjában a lemezkiadója úgy nyilatkozott, hogy a széles körű médiavisszhang, amelyet kapott, növelte a lemezeladásokat. A Sky News 2008 áprilisi közvélemény-kutatásában Winehouse-t az Egyesült Királyság lakossága a második legnagyobb „utolsó hősnőnek” választotta, és a 25 év alattiak körében az első helyen végzett ebben a kategóriában. Donna Dawson pszichológus megjegyezte, hogy az eredmények azt mutatják, hogy a Winehouse-hoz hasonló nők, akik „bizonyos fokú sebezhetőséggel rendelkeznek, vagy akiknek meg kellett küzdeniük valamilyen csapással az életükben”, elismerést kaptak.
2008 júliusában a BBC Radio Scotland vezetője, Jeff Zycinski kijelentette, hogy a BBC és általában a média bűnrészes a hírességek, köztük Winehouse aláásásában. Azt mondta, hogy az énekesnő életmódja iránti közérdeklődés nem teszi hírértékűvé az életmódját. Rod McKenzie, a BBC Radio One Newsbeat című műsorának szerkesztője válaszolt: „Ha [Amy Winehouse] zenéjét egy bizonyos demográfiai rétegnek játsszuk, ugyanezek az emberek tudni akarják, mi történik a magánéletében. Ha nem foglalkozol vele, azzal megsérted a fiatal előfizetőket”. A The Scotsman című lapban Lily Allen brit énekesnőt és dalszerzőt idézték, aki így nyilatkozott: „Nagyon jól ismerem Amy Winehouse-t. És ő nagyon más, mint amilyennek az emberek beállítják. Igen, néha elborul az agya a drogoktól, de emellett nagyon okos, intelligens, szellemes, vicces ember, aki képes összeszedni magát. Csak ezt az oldalát nem látod.”

## Magánélete

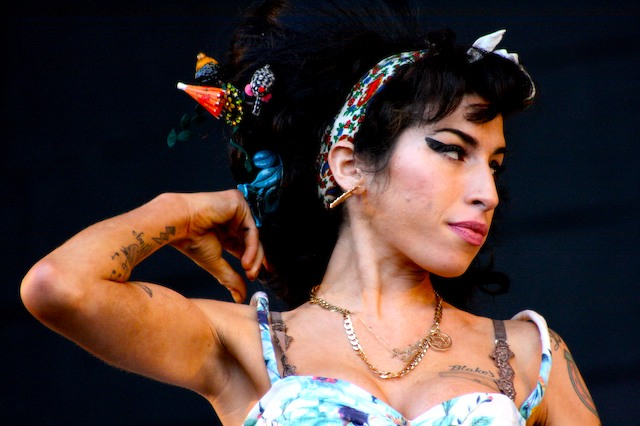
Winehouse a Dávid-csillag medáljával 2008-ban

Winehouse zsidóként nevelkedett, és büszke volt arra, hogy zsidó, bár nem volt vallásos. Egy interjúban Winehouse azt mondta: „Zsidónak lenni számomra azt jelenti, hogy igazi családként vagyunk együtt. Nem arról szól, hogy gyertyát gyújtunk és brachát mondunk”. Winehouse gyakran lépett fel egy nagy Dávid-csillag medállal. 2013-ban a londoni Zsidó Múzeum Winehouse emlékére kiállítást rendezett „Amy Winehouse: A Family Portrait” címmel. A múzeum felkutatta apai ükapja 1890-es minszki érkezését, és azt, hogy a család végül hogyan telepedett le Londonban, ahol kezdetben munkásként dolgoztak, majd fokozatosan középosztálybeli állásokba kerültek.
Winehouse-nak 14 ismert tetoválása volt, köztük a „Daddy's Girl” felirat a bal karján az apja miatt, és egy pin-up girl „Cynthia” névvel a jobb karján, zsidó nagymamája emlékére.

### Párkapcsolatai
Winehouse 2006-ban randizott Alex Clare séf-zenésszel, miközben szünetet tartott a „se veled se nélküled” barátjától és későbbi férjétől, Blake Fielder-Civiltől. Ő és Clare rövid ideig együtt éltek, egy olyan mintát követve, amelyet Fielder-Civil később megismételt, Clare eladta a sztoriját a News of the Worldnek, amelyet „A kötődésmániás Amy csak nem tud bebújni az ágyba” cím alatt tett közzé.
Fielder-Civil, aki korábban videoprodukciós asszisztens volt, kikerült a Bourne Grammar Schoolból, és 16 évesen Londonba költözött Lincolnshire-i szülőföldjéről. Winehouse-t 2007. május 18-án vette feleségül a floridai Miami Beachen. Egy 2007 júniusi interjúban Winehouse elismerte, hogy néha erőszakos tudott lenni vele szemben, miután ivott, és azt mondta: „Ha mond valamit, ami nem tetszik, akkor megkínzom”. 2007 augusztusában véresen és zúzódásokkal fotózták le őket London utcáin egy állítólagos verekedés után, bár az énekesnő azt állította, hogy a sérüléseit saját maga okozta. Winehouse és Fielder-Civil szülei nyilvánosan számoltak be számos aggodalmukról, utóbbiak arra hivatkoztak, hogy attól tartanak, hogy esetleg öngyilkosságot követnek el. Fielder-Civil apja arra biztatta a rajongókat, hogy bojkottálják Winehouse zenéjét, Mitch Winehouse pedig azt mondta, hogy ez nem segít. Fielder-Civilt egy brit bulvárlap okolta azzal, hogy ő vezette be Winehouse-t a kokain és a heroin világába. Mitch Winehouse 2008 júliusában a börtönben tett látogatása során Fielder-Civil állítólag azt mondta, hogy ő és Winehouse megvágták magukat, hogy enyhítsék az elvonási fájdalmakat.
Fielder-Civil 2008. július 21-től 2009. február 25-ig volt börtönben, miután bűnösnek vallotta magát az igazságszolgáltatás megzavarásának kísérlete és szándékos súlyos testi sértés vádjával. A 2007 júliusában történt incidens során egy kocsmárossal szóváltásba keveredett, és eltörte az áldozat arcát. A vád szerint a tulajdonos 200 000 fontot fogadott el egy alku részeként, hogy „gyakorlatilag dobja a [bírósági] ügyet, és ne legyen belőle ügy", és azt vallotta, hogy a pénz Winehouse-é volt, de ő visszalépett az összeesküvésben részt vevő férfiakkal való találkozóról, hogy részt vegyen egy díjátadó ünnepségen. Mitch Winehouse, mint lánya pénzének kezelője, tagadta, hogy a kifizetés tőle származott.
Amikor Winehouse-t 2009 január elején a Saint Lucia-i nyaraláson Josh Bowman feltörekvő színésszel látták, azt mondta, hogy „újra szerelmes, és nincs szüksége drogokra”. Megjegyezte, hogy „az egész házassága a drogozáson alapult”, és hogy „egyelőre elfelejtette, hogy egyáltalán házas”. Január 12-én Winehouse szóvivője megerősítette, hogy „megérkeztek a papírok”, ami Fielder-Civil ügyvédje szerint házasságtörésre alapozott válóper indulását kezdeményezte. Márciusban Winehouse-t idézte egy magazin, aki azt mondta: „Még mindig szeretem Blake-et, és azt akarom, hogy beköltözzön velem az új házamba – végig ez volt a tervem... Nem hagyom, hogy elváljon tőlem. Ő az én férfi változatom, és tökéletesen illünk egymáshoz”. Ennek ellenére 2009. július 16-án megtörtént a nem vitatott válás, amely 2009. augusztus 28-án vált jogerőssé. Fielder-Civil nem kapott pénzt a megegyezés során.
2010 elejétől haláláig párkapcsolatban élt Reg Traviss brit íróval és filmrendezővel. A médiajelentések és a Winehouse apja által írt életrajz szerint Traviss és Winehouse házasságot terveztek, és gyermekeket akartak.
Winehouse halála után Pete Doherty azt mondta, hogy ő és Winehouse egy időben szeretők voltak. Amikor azonban 2008 júliusában a Rolling Stone riportere, Claire Hoffman megkérdezte Winehouse-t a Dohertyvel való kapcsolatáról, Winehouse így válaszolt: „Csak jó barátok vagyunk”, majd hozzátette: „Megkértem Pete-et, hogy készítsen egy EP-t, és ő olyan arcot vágott, úgy nézett rám, mintha a padlóra kakiltam volna. Nem akarta megcsinálni. Nagyon közel állunk egymáshoz”.

### Kábítószerek és mentális betegség

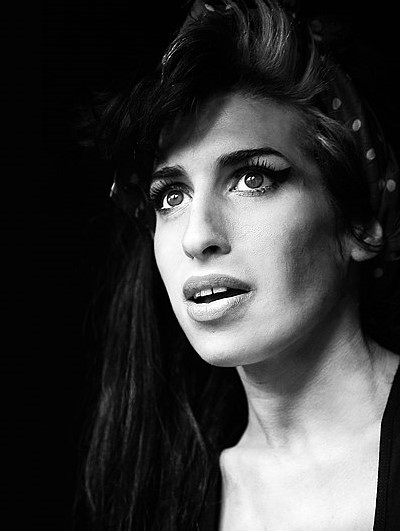
Winehouse 2008-ban

Winehouse kábítószerrel való küzdelmei nagy médiafigyelem tárgyát képezték. 2005-ben egy olyan időszakon ment keresztül, amikor ivott, erősen drogozott és fogyott. Azok, akik látták őt az év végén és 2006 elején, arról számoltak be, hogy a Back to Black megírásával egy időben fellendült. A családja úgy véli, hogy nagymamája 2006 közepén bekövetkezett halála – aki stabilizáló hatással volt rá – indította el a függőség felé. 2007 augusztusában Winehouse kimerültségre és rossz egészségi állapotára hivatkozva számos koncertet lemondott az Egyesült Királyságban és Európában. Ebben az időszakban kórházba került, a hírek szerint heroin, ecstasy, kokain, ketamin és alkohol túladagolása miatt. Különböző interjúkban elismerte, hogy problémái vannak az önkárosítással, a depresszióval és az étkezési zavarokkal.
Winehouse egy magazinnak azt mondta, hogy a drogok voltak a felelősek a kórházi kezeléséért, és hogy „akkor tényleg azt hitte, hogy számára vége.” Nem sokkal később Winehouse apja megjegyezte, hogy amikor a lány problémáival kapcsolatban nyilvánosan nyilatkozott, azért használta a médiát, mert ez tűnt az egyetlen módnak arra, hogy elérje őt. A brit televízió The Album Chart Show című műsorának adott interjújában Winehouse azt mondta, hogy mániás depressziós és nem alkoholista, hozzátéve, hogy ez úgy hangzik, mintha „egy tagadó alkoholista” lenne. Egy amerikai riporter azt írja, hogy Winehouse „mentális betegség áldozata volt egy olyan társadalomban, amely nem érti a mentális betegségeket, vagy nem reagál rájuk nagy hatékonysággal”.
2007 decemberében Winehouse szóvivője arról számolt be, hogy az énekesnő orvosi felügyelet alatt álló programban vesz részt, és nehézségeit úgy vezeti le, hogy rengeteg zenét ír. A The Sun című brit bulvárlap közzétett egy videót, amelyen egy nő – állítólag Winehouse – láthatóan crack-kokaint szív, és arról beszél, hogy ecstasyt és váliumot szedett. Winehouse apja összeköltözött vele, és az Island Records, a lemezkiadója bejelentette, hogy lemondott a nevében tervezett amerikai promóciós kampányról. 2008 január végén Winehouse állítólag egy rehabilitációs intézetbe vonult be egy kéthetes kezelési programra. A videót 2008. január 23-án továbbították a fővárosi rendőrségnek, amely február 5-én kihallgatta a nőt. Vádat nem emeltek ellene.
2008. március 26-án Winehouse szóvivője azt mondta, hogy az énekesnő „jól van”. Lemezkiadója úgy vélte, hogy a felépülése továbbra is bizonytalan. 2008 áprilisának végére kiszámíthatatlan viselkedése és egy állítólagos bántalmazás miatt félő volt, hogy drogrehabilitációs erőfeszítései sikertelenek voltak. Winehouse apja és menedzsere ezután az 1983-as mentális egészségügyi törvény alapján kérte Winehouse őrizetbe vételét. Zilált megjelenése egy 2008 szeptemberében tervezett klubest alatt és után újabb pletykákat keltett arról, hogy visszaesett. A fotósok szerint úgy tűnt, hogy a karján és a lábán vágások vannak.
Orvosa szerint Winehouse 2008-ban abbahagyta az illegális szerek használatát. Egy 2010 októberében adott interjúban Winehouse így nyilatkozott a drogokról való leszokásáról: „Szó szerint felébredtem egy nap, és azt mondtam: Nem akarom ezt tovább csinálni.” Az alkohol azonban problémaként jelentkezett, Winehouse néhány hétig tartóztatta magát, majd visszaesett az alkoholfogyasztásba. Orvosa elmondta, hogy Winehouse-t Libriummal kezelték alkoholelvonás és szorongás miatt, és 2010-ben pszichológiai és pszichiátriai értékeléseken vett részt, de elutasította a pszichológiai terápiát.

### Erőszak és jogi nehézségek
2006-ban Winehouse elismerte, hogy arcon ütött egy női rajongót, amiért az kritizálta, hogy Blake Fielder-Civilhez ment feleségül. Ezután a saját házastársára támadt, amikor az megpróbálta megnyugtatni, beletérdelt az ágyékába. 2007 októberében Winehouse-t és Fielder-Civilt letartóztatták a norvégiai Bergenben, hét gramm kannabisz birtoklásáért. A párt később szabadon engedték, és 3850 korona (kb. 350 font) pénzbírsággal sújtották. Winehouse először fellebbezett a bírságok ellen, de később ejtette azt.
2008. április 26-án Winehouse-t figyelmeztetésben részesítették, miután a rendőrségen elismerte, hogy arcon vágott egy 38 éves férfit, ami „közönséges testi sértés” (az első a kettő közül). Önként feladta magát, és egy éjszakán át fogva tartották. A rendőrség közölte, hogy megérkezésekor „nem volt kihallgatható állapotban”. Tíz nappal később Winehouse-t letartóztatták kábítószer birtoklásának gyanújával, miután januárban a rendőrséghez került egy videó, amelyen látszólag crack-kokaint szívott, de néhány órával később óvadék ellenében szabadon engedték, mert a videó alapján nem tudták megerősíteni, hogy mit szívott. A Crown Prosecution Service fontolgatta, hogy vádat emel ellene, de felmentette, amikor nem tudta megállapítani, hogy a videón látható anyag ellenőrzött kábítószer volt. A Parlament néhány tagja negatívan reagált. Ezt követően két londoni lakost vádoltak meg összeesküvéssel, hogy kokaint és ecstasyt szállítottak Winehouse-nak. A páros egyikét 2008. december 13-án két év börtönbüntetésre ítélték, míg a másik kétéves közügyektől eltiltást kapott.
2009. március 5-én Winehouse-t letartóztatták és vádat emeltek ellene testi sértés miatt, miután Sherene Flash táncosnő azt állította, hogy Winehouse szemen ütötte őt a 2008 szeptemberi Prince's Trust jótékonysági bálon. Winehouse szóvivője bejelentette, hogy az újabb jogi probléma miatt lemondta az énekesnő amerikai Coachella fesztiválon való fellépését, és Winehouse március 17-én megjelent a bíróságon, hogy ártatlannak vallja magát. Július 23-án kezdődött a tárgyalása Lyall Thompson ügyész azon vádjával, hogy Winehouse „szándékos és indokolatlan erőszakkal” cselekedett, miközben úgy tűnt, hogy alkohol vagy más szer hatása alatt állt. Azt vallotta, hogy nem ütötte meg Flash-t, hanem megpróbálta ellökni magától, mert félt tőle; arra hivatkozott, hogy aggódott, hogy Flash eladja a sztoriját egy bulvárlapnak Július 24-én Timothy Workman kerületi bíró úgy döntött, hogy Winehouse nem bűnös, arra hivatkozva, hogy a tanúk közül kettő kivételével mindenki ittas volt az incidens idején, és hogy az orvosi bizonyítékok nem mutatták ki „azt a fajta sérülést, amely gyakran előfordul, amikor erőteljes ütés éri a szemet”.
2009. december 19-én Winehouse-t harmadszorra is letartóztatták testi sértés vádjával, valamint közfeladatot ellátó személy elleni bűncselekmény vádjával, miután bántalmazta a Milton Keynes-i színház igazgatóját, miután az megkérte, hogy álljon fel a helyéről. Winehouse bűnösnek vallotta magát a vádakban, és feltételes felmentést kapott.
Mivel a paparazzók mindenhol fotókat készítettek róla, ahol csak tudtak, Winehouse az 1997-es zaklatás elleni védelemről szóló törvény alapján végzést kért az egyik vezető paparazziügynökség, a Big Pictures ellen; a Legfelsőbb Bíróság 2009-ben hozott végzése megtiltotta, hogy kövessék őt. A fotósoknak azt is megtiltották, hogy a londoni otthonától 100 méteren belül kövessék, és hogy Winehouse-t a saját otthonában vagy a barátai és rokonai otthonában fényképezzék. Egy újságjelentés szerint az énekesnőhöz közel álló források szerint a jogi lépéseket Winehouse és a hozzá közel állók biztonsága miatt tették.

### Légzőszervi és más egészségügyi problémák

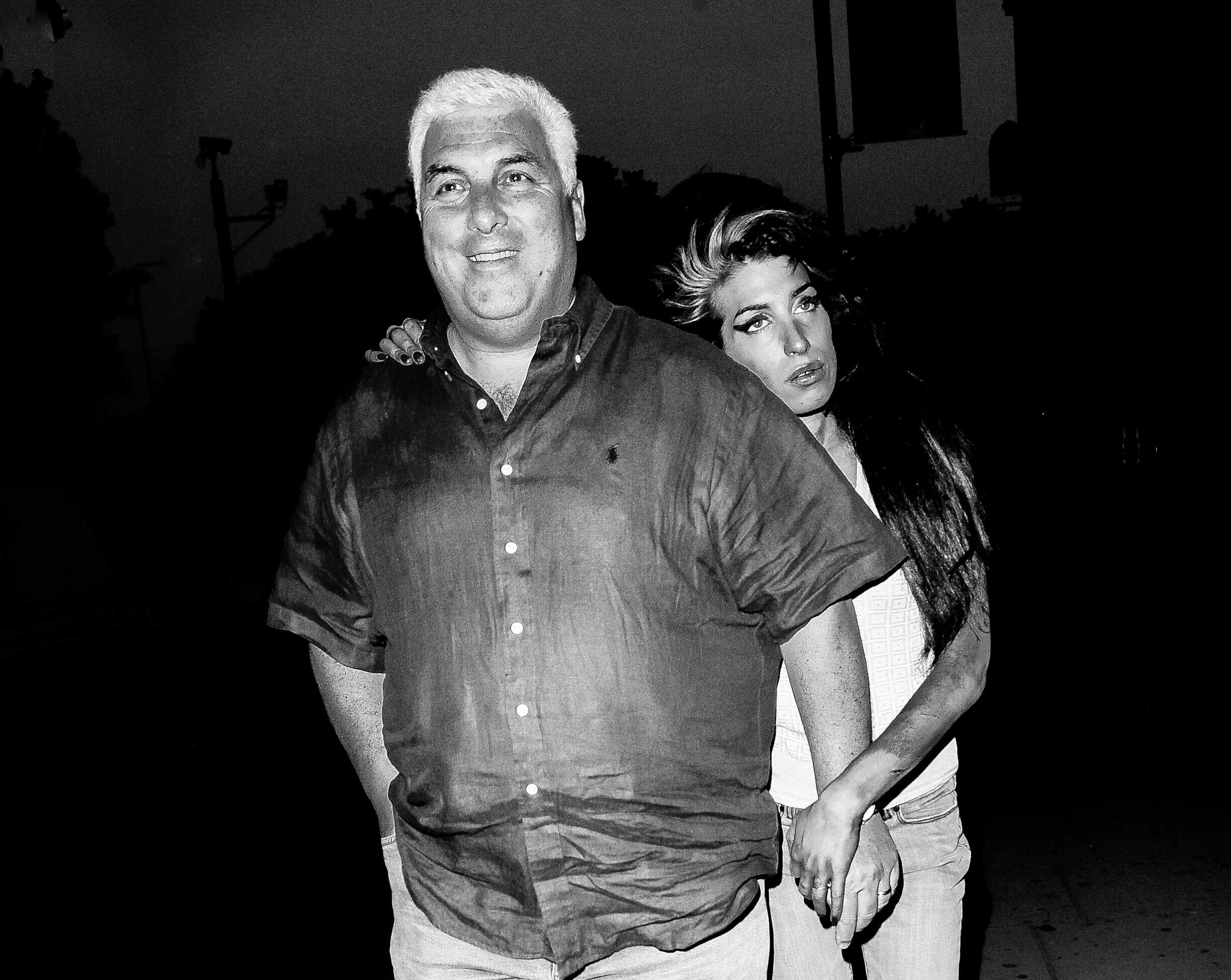
Winehouse és édesapja, Mitch 2008-ban

2008. június 23-án Winehouse publicistája helyesbítette Mitch Winehouse korábbi téves állításait, miszerint lányának korai stádiumú tüdőtágulása van, ehelyett azt állította, hogy a korai stádiumú tüdőtágulás jelei mutatkoznak nála. Mitch Winehouse azt is elmondta, hogy lánya tüdeje 70 százalékos kapacitással működik, és hogy szabálytalan a szívverése. Azt mondta, hogy ezeket a problémákat az okozta, hogy a lány láncdohányos volt és crack-kokaint szívott. Az énekesnő apja arról is beszámolt, hogy az orvosok figyelmeztették Winehouse-t, hogy ha továbbra is crack-kokaint szív, oxigénmaszkot kell viselnie, és végül meg fog halni. Egy rádióinterjúban Mitch Winehouse azt mondta, hogy az énekesnő „mesésen” reagált a kezelésre, amely magában foglalta a nikotintapaszok használatát. Keith Prowse, a Brit Tüdőalapítvány szóvivője megjegyezte, hogy az ilyen típusú állapot kezeléssel orvosolható. Prowse azt is elmondta, hogy az állapot nem normális az ő korában, de „az erős dohányzás és más anyagok, például gyógyszerek belélegzése idő előtt öregítheti a tüdőt”. Norman H. Edelman, az Amerikai Tüdőszövetség munkatársa kifejtette, hogy ha abbahagyja a dohányzást, akkor a tüdőfunkciói a normális emberekéhez hasonló ütemben csökkennek, de a dohányzás folytatása a tüdőfunkciók gyorsabb hanyatlásához vezet.
Winehouse-t 24 órával azután engedték ki a londoni klinikáról, hogy ideiglenes szabadságáról visszatérve fellépett Nelson Mandela 90. születésnapján és egy Glastonbury koncerten, és ambulánsan folytatta a kezelést. 2008 júliusában Winehouse azt nyilatkozta, hogy „a tüdőtágulás bizonyos pontjait” diagnosztizálták nála, és azt mondta, hogy „rengeteg egészséges étellel, rengeteg alvással, gitározással, zenéléssel és minden nap leveleket írva a férjemnek” próbálja összeszedni magát. Egy függőleges szoláriumot is tartott a lakásában. Winehouse 2008. október 25-én a londoni klinikán elővigyázatossági vizsgálatokat kezdett a tüdején és a mellkasán, amit mellkasi fertőzésnek neveztek. Winehouse ki-be járt az intézménybe, és engedélyt kapott arra, hogy saját maga határozza meg az otthoni szabadságát. 2008. november 23-án visszatért a kórházba, mert gyógyszeres kezelésre adott allergiás reakciót jelentett.

## Halála

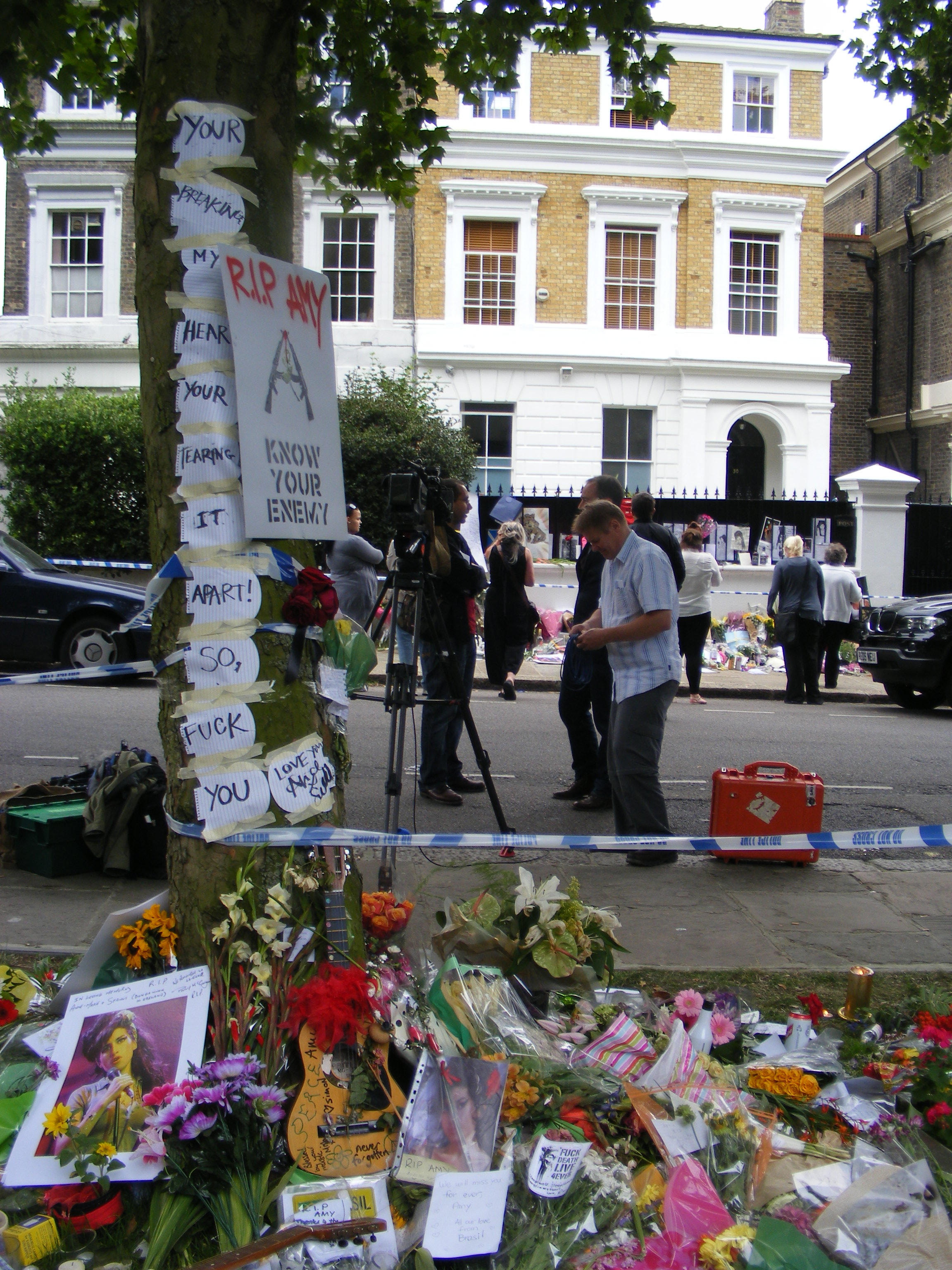
Megemlékezés Amy Winehouse Camden Square-i otthona előtt a halálát követő napokban

Winehouse testőre elmondta, hogy három nappal a halála előtt érkezett az énekesnő lakására, és úgy érezte, hogy Winehouse kissé ittas volt. A következő napokban mérsékelt alkoholfogyasztást figyelt meg, és azt mondta, hogy a halála napján „nevetett, zenét hallgatott és tévét nézett hajnali kettőkor”. 2011. július 23-án, közép-európai idő szerint délelőtt 10 órakor megfigyelte a nőt az ágyán fekve, és sikertelenül próbálta felébreszteni. Ez nem keltett különösebb gyanút, mivel az énekesnő általában sokáig aludt egy átmulatott éjszaka után. A testőr elmondása szerint nem sokkal 15 óra után újra megnézte őt, és azt tapasztalta, hogy ugyanabban a helyzetben fekszik, mint korábban és megállapította, hogy nem lélegzik, és nincs pulzusa; elmondása szerint azonnal kihívta a mentőket. 15:54-kor két mentőautó érkezett Winehouse londoni Camdenben lévő otthonához. Winehouse-t a helyszínen halottnak nyilvánították. Nem sokkal később a Metropolitan Police megerősítette, hogy meghalt. A 27 éves korában bekövetkezett halála miatt a média más, hasonló korban elhunyt zenészekkel hasonlította össze, akiket kollektíven a 27-es klubnak neveztek el.
Halálának bejelentése után a média azonnal kivonult, miközben tömegek gyűltek össze Winehouse lakhelye közelében, hogy leróják kegyeletüket. A törvényszéki nyomozók bevonultak a lakásba, miközben a rendőrség lezárta az utcát; a szobájában egy kisebb és két nagyobb üveg vodkát találtak. A halottkémi vizsgálat kizárta az idegenkezűséget és megállapította, hogy az áldozatot baleset érte. A 2011. október 26-án közzétett jelentés szerint Winehouse véralkoholszintje halálakor 416 mg/100 ml (0,416%) volt, ami több mint ötszöröse a megengedett ittas vezetési határértéknek.
Winehouse lemezkiadója, a Universal Republic közleményt adott ki, amely részben így szólt: „Mélyen elszomorít minket egy ilyen tehetséges zenész, művész és előadóművész hirtelen elvesztése”. Számos zenei művész tisztelgett Winehouse előtt, köztük a U2, M.I.A., Lady Gaga, Marianne Faithfull, Bruno Mars, Nicki Minaj, Keisha Buchanan, Rihanna, George Michael, Adele, Kelly Clarkson, Courtney Love és a Green Day punk rockzenekar, akik egy dalt írtak tiszteletére Amy címmel. Patti Smith énekesnő 2012-es Banga című albumán jelent meg a This Is the Girl című dal, amelyet Winehouse tiszteletére írt. Mark Ronson az Uptown Special című brit listavezető albumát Winehouse-nak ajánlotta, mondván: „Mindig rád gondolok, és mindig te inspirálsz”. Winehouse nem hagyott végrendeletet, vagyonát szülei örökölték. Winehouse szülei létrehozták az Amy Winehouse Alapítványt, hogy megelőzzék a fiatalok körében a kábítószerrel való visszaélésből eredő károkat; testvére, Alex az alapítvány alkalmazottja.

2012. december 17-én a brit hatóságok újraindították a Winehouse halálával kapcsolatos vizsgálatot. 2013. január 8-án egy második vizsgálat megerősítette, hogy Winehouse véletlenszerű alkoholtúladagolásban halt meg. Egy 2013. júniusi interjúban Alex Winehouse elárulta, hogy meggyőződése szerint húga étkezési zavara és az ebből fakadó fizikai gyengeség volt a halálának elsődleges oka:
Nagyon szenvedett a bulimiától. Ez nem olyan, mint egy kinyilatkoztatás – már a ránézésből is tudtad... Előbb-utóbb meghalt volna, ahogyan élt, de ami igazán megölte, az a bulimiája volt... Szerintem gyengébbé és fogékonyabbá tette. Ha nem lett volna étkezési zavara, fizikailag erősebb lett volna.
A család és a barátok vehettek részt Winehouse 2011. július 26-án tartott zárt körű búcsúztatásán az észak-londoni Edgwarebury Lane temetőben. Az édesanyja és édesapja, Janis és Mitch Winehouse, közeli barátai, Nick Grimshaw és Kelly Osbourne, Mark Ronson producer, keresztlánya, Dionne Bromfield és barátja, Reg Traviss is részt vettek a Frank Hellner rabbi által vezetett magán szertartáson. Édesapja mondta a gyászbeszédet: „Jó éjt, angyalom, aludj jól. Anyu és apu nagyon szeretnek téged.” Carole King So Far Away című dalával zárult a szertartás, amelyet a gyászolók együtt énekeltek. Később a Golders Green-i krematóriumban hamvasztották el. A család kétnapos sivát tervezett. 2012. szeptember 16-án Winehouse hamvait nagyanyja, Cynthia Levy hamvai mellé temették el az Edgwarebury Lane-i temetőben.

## Öröksége

### Elismerések és kritikai értékelések
Halálakor Winehouse több mint 1,75 millió kislemezt és több mint 3,98 millió albumot adott el az Egyesült Királyságban. Eközben az Egyesült Államokban ugyanezen időpontig körülbelül 3,4 millió dalt és 2,7 millió albumot adott el. A Frank című debütáló albumáért kapott díjak és elismerések között szerepel a Brit Dalszerzők Akadémiájának Ivor Novello-díja A legjobb kortárs dalért (Stronger Than Me), Brit Award-jelölést kapott A legjobb brit női szólóelőadó kategóriában, és bekerült Robert Dimery 2006-os 1001 lemez, amit hallanod kell, mielőtt meghalsz című könyvébe. Második stúdióalbuma, a Back to Black számos jelölést hozott, többek között két Brit Awardot (A legjobb brit album, és megnyerte A legjobb brit női szólóelőadónak járó díjat), hat Grammy-díjat (ebből ötöt nyert), négy Ivor Novello-díjat, négy MTV Europe Music Awards-ot, három MTV Video Music Awards-ot, három World Music Awards-ot, valamint jelölték Mercury Prize-ra (Az év albuma) és egy MOBO Awards-ra (A legjobb brit női album). Pályafutása során Winehouse 60 jelölésből 23 díjat kapott.
Winehouse mély, kifejező kontraalt énekhangjáról és a zenei műfajok eklektikus vegyítéséről volt ismert, beleértve a soult, (amelyet néha úgy jelöltek meg, mint blue-eyed soul és neo soul), rhythm and bluest, és jazzt. Garry Mulholland, a BBC munkatársa Winehouse-t „generációjának kiemelkedő énekes tehetségének” nevezte. Az AllMusic Cyril Cordorja szerint a 2000-es években az Egyesült Királyság egyik első számú énekesnője volt; „a rajongók és a kritikusok egyaránt rajongtak érdes bájáért, pimasz humorérzékéért és jellegzetesen soulos és jazzes énekhangjáért”. A The Guardianban Caroline Sullivan később azt írta, hogy „Dinah Washington és a Ronettes bálványozása megkülönböztette őt a 2000-es évek elejének szinte összes újdonsült popénekesnőjétől; kivételesen érzékeny hangja megtette a magáét”.
Nem sokkal Winehouse halála után számos neves kritikus értékelte az énekesnő örökségét: Maura Johnston a The Village Voice-tól azt írta: „Amikor énekelt, Winehouse-nak kevés vetélytársa volt – nem volt olyan oktávugró, mint a jelenkor más nagy dívái, de az altja olyan lendülettel rendelkezett, amely a legegyszerűbb szótagokat is az érzelmek teljes spektrumával gazdagította”; Sasha Frere-Jones a The New Yorkertől pedig azt nyilatkozta: „Senki sem ér fel Winehouse egyedülálló átmeneteihez vagy teljesen furcsa megfogalmazásaihoz. Úgy szólt, mint egy eredeti hatvanas évekbeli soulsztár, aki akkor alakult ki, amikor a hangzásvilágnak még nem voltak szabályai. De most a féktelen tradicionalizmus van az élen, és az ő gyönyörű lábjegyzete megszakadt. Az amerikai soul – olyan úttörőkön keresztül, mint Erykah Badu, Janelle Monae és Jill Scott – továbblépett. De Winehouse a múlt szép pásztora volt.” Ezzel szemben Robert Christgau úgy utasította el Winehouse-t, mint „egy önhitt önimádó, akit azért vesznek komolyan, mert lélekjelenlétet produkál”. Véleménye szerint az énekesnő „úgy szimulálta a komolyságot, hogy öngyilkossági hajlamait a 20. századi afroamerikai énekstílusok ötvözetén futtatta keresztül – a csúszások, morgások és dallamos felkiáltások, amelyek sok érett ember számára ma már a popanyag egyetlen megbízható jelzői”.
2012. február 13-án Winehouse a 26. helyre került a VH1 „100 Greatest Women in Music” listáján. 2017 márciusában Bob Dylan énekes-dalszerző azt mondta, hogy élvezettel hallgatja Winehouse utolsó lemezét (Back to Black), és „az utolsó igazi egyéniségnek” nevezte. 2023-ban a Rolling Stone a 83. helyre sorolta Winehouse-t minden idők 200 legjobb énekesét tartalmazó listáján.

### Szobrok és tiszteletadás

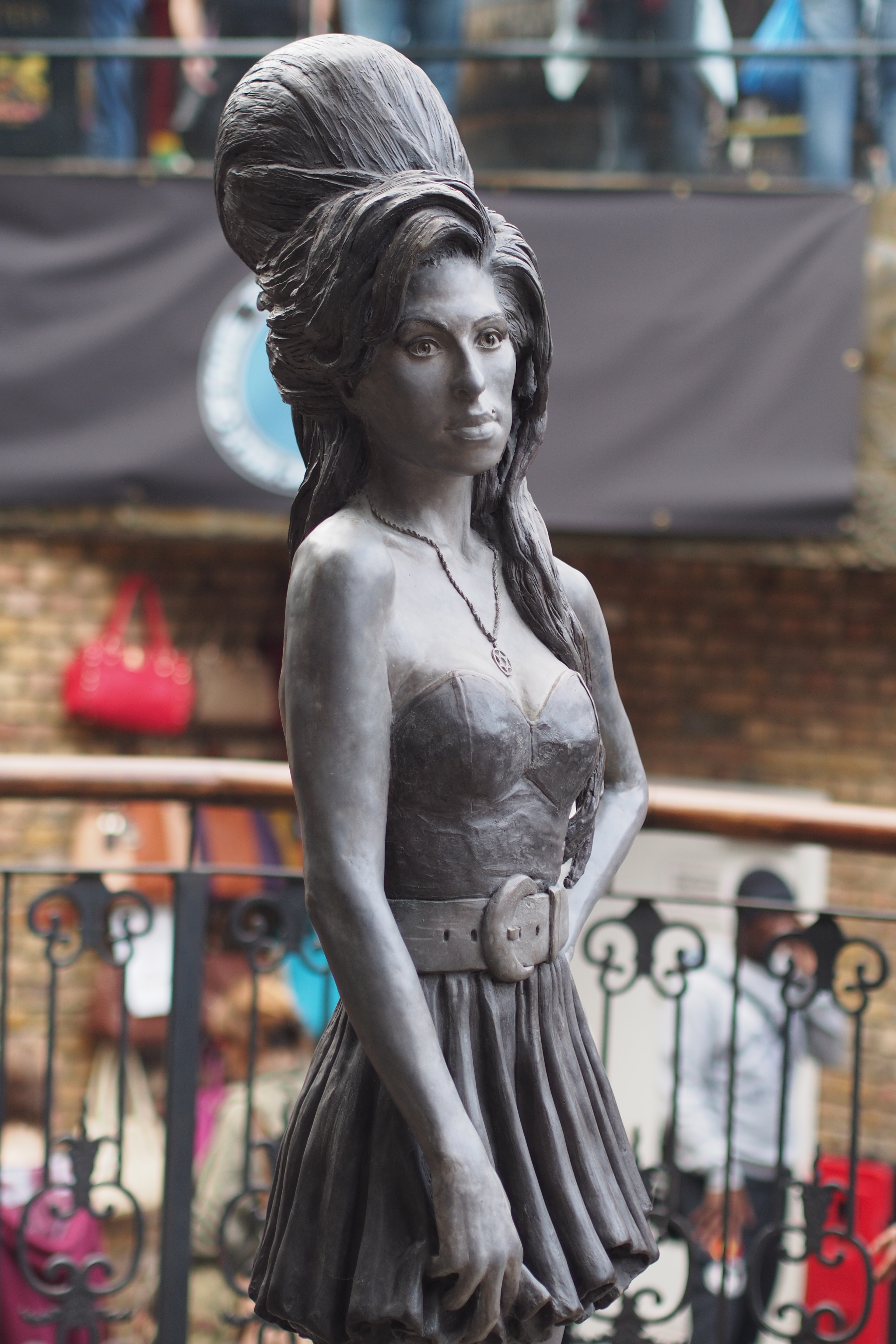
Winehouse bronzszobra a londoni Camden Townban, melyet 2014 szeptemberében avattak fel

A londoni Mall Galleries 2008 májusában nyitott kiállítást, amelyen Winehouse szobra is látható volt Excess címmel. A Guy Portelli által készített alkotás az énekesnő miniatűrjét ábrázolta, aki egy repedt pezsgősüveg tetején feküdt, alatta egy tócsa kiömlött folyadékkal. A testet aprónak tűnő tabletták borították, míg egyik kinyújtott kezében egy poharat tartott. Egy másik darab, Charlotte Suckling művésznő „Celebrity 1” című munkája ugyanezen a kiállításon volt látható.
Winehouse viaszszobra 2008. július 23-án került kiállításra a londoni Madame Tussauds-ban. Az énekesnő nem vett részt a bemutatón, bár szülei igen. Marco Perego „The Only Good Rock Star Is a Dead Rock Star” című szobra, amely Winehouse-t ábrázolja, amint egy vértócsában fekszik egy almával és egy golyó ütötte lyukkal a fejében, miután William S. Burroughs amerikai író lelőtte (felesége, Joan Vollmer véletlen meggyilkolásának rekonstrukciójaként), 2008. november 14-én került volna kiállításra a New York-i Half Galériában, 100 000 dolláros eladási áron. Perego így nyilatkozott a szoborról: „A rocksztárok a társadalom áldozati állatai”. Winehouse szóvivője kijelentette: „Ez egy furcsa fajta tiszteletadás. Úgy tűnik, a művész egy olyan bulvárszemélyiség rabja, amely nem az igazi Amy. Az emberek gyakran használják az ő képét, hogy eladják a munkáikat”.
2012-ben Winehouse egyike volt azoknak a brit kulturális ikonoknak, akiket Sir Peter Blake művész kiválasztott, hogy megjelenjen leghíresebb művének – a Beatles Sgt. Pepper's Lonely Hearts Club Band albumborítójának – új változatán, hogy megünnepelje az általa leginkább csodált brit kulturális személyiségeket.
2014. szeptember 14-én (Winehouse 31. születésnapján) szobrot avattak róla, amelyet Scott Eaton szobrász készített az észak-londoni Camden Townban található Stables Marketnél. Rajongók és hozzátartozók gyűltek össze a bemutatóra a camdeni Stable Marketben, ahol ez egy állandó emlékmű lesz az énekesnőről. A londoni Eaton, aki a művet azután faragta, hogy bemutatták Winehouse édesapjának, Mitch-nek, azt mondta, hogy a szobornak az volt a célja, hogy megragadja a lány „hozzáállását és erejét, de finom utalásokat is ad a bizonytalanságra”. Apja, Mitch azt mondta a szoborról: „Mostantól Amy örökre felügyelni fogja szülővárosa jövés-menését... Amy szerelmes volt Camdenbe, és ez az a hely, amelyhez a rajongói a világ minden tájáról kötik őt.”
2020 márciusában Winehouse nevét felavatták a Camdenben található új Music Walk of Fame sétányon, ahol a szülei, Mitch és Janis is részt vettek az ünnepségen.

### Hatása

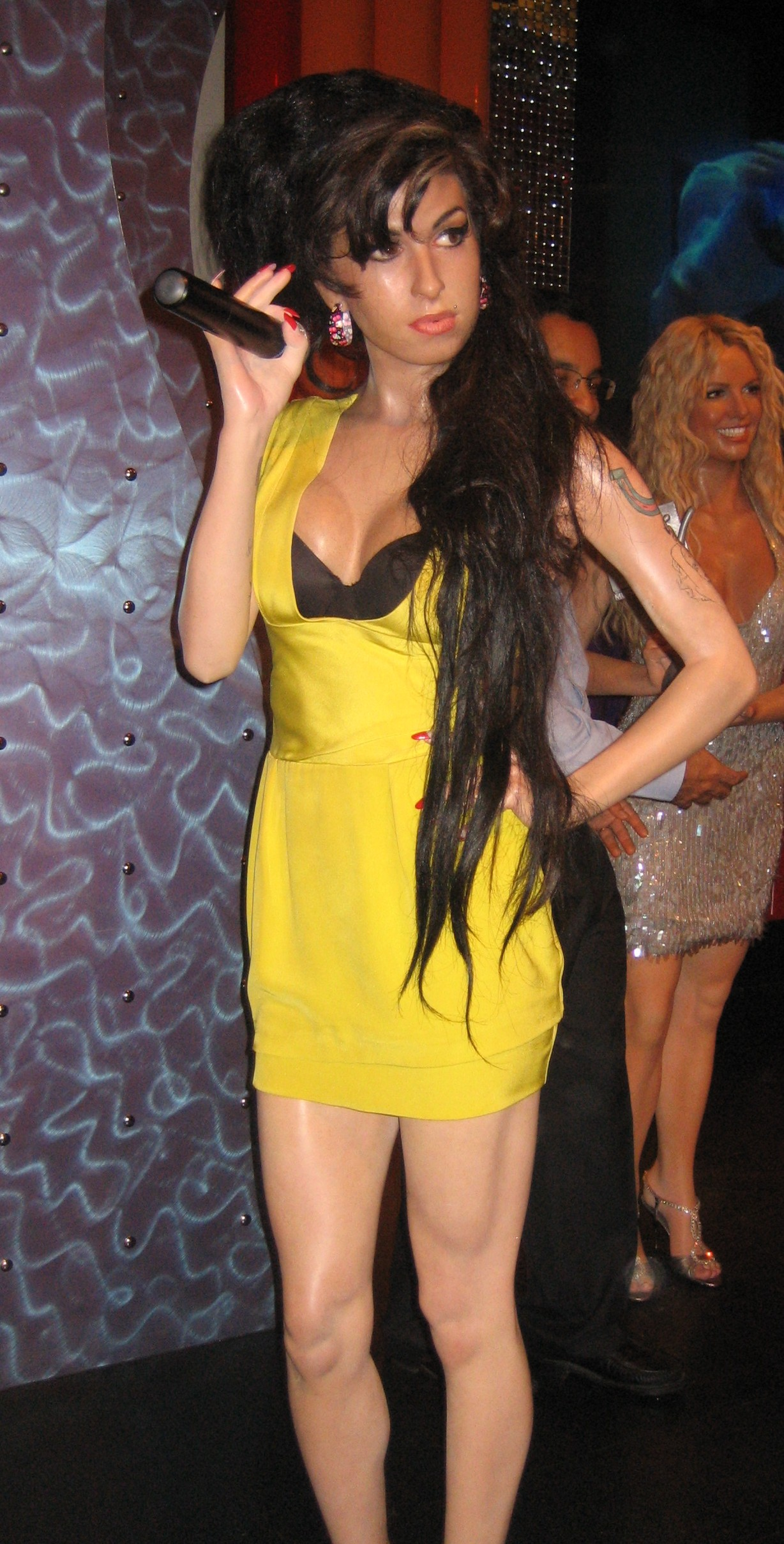
Winehouse viaszfigurája a londoni Madame Tussauds-ban

Adele brit énekesnő Winehouse sikerének tulajdonította, hogy az ő és a szintén brit énekesnő, Duffy útja az Egyesült Államokba „egy kicsit simábbá” vált. Lady Gaga Winehouse-nak tulajdonította, hogy ő egyengette az utat a slágerlisták élére, és kifejtette, hogy Winehouse megkönnyítette a nem szokványos nők számára a mainstream popsiker elérését. Raphael Saadiq, Anthony Hamilton és John Legend szerint „Amy Winehouse-t olyan emberek készítették, akik marketingfogást akartak elérni. A pozitívum az, hogy újra megismertette a közönséget ezzel a zenével, és bevezető szerepet játszott mások számára. Ez a vintage aspektus leküzdésével újjáélesztette a műfajt”.
További művészek, akik Winehouse-nak tulajdonítják, hogy hatással volt rájuk és/vagy utat nyitott számukraː Bruno Mars, Tove Lo, Jessie J, Emeli Sandé, Victoria Justice, Paloma Faith, Lana Del Rey, Sam Smith, Florence Welch, Halsey, Alessia Cara, Estelle, Daya, Jorja Smith, Lauren Jauregui és Billie Eilish.
A Back to Black megjelenése után a lemezkiadók keresték a hasonló hangzású női művészeket és általában a bátor és kísérletező kedvű női zenészeket. Adele és Duffy volt a Winehouse-éhoz hasonló hangzású művészek második hulláma. A női zenészek harmadik hulláma, amely az album megjelenése óta alakult ki a V V Brown, a Florence and the Machine, a La Roux és a Little Boots voltak. 2011 márciusában a New York Daily News egy cikket közölt, amelyben Winehouse-nak és az ő távollétének tulajdonította az Egyesült Államokban sikeres brit női művészek folyamatos hullámát. A Spin magazin zenei szerkesztőjét, Charles Aaront idézték, aki szerint „Amy Winehouse volt a Nirvana-pillanat mindezen nők számára”, „mindannyian visszavezethetők hozzá a hozzáállás, a zenei stílus vagy a divat tekintetében”. Keith Caulfield, a Billboard chartmenedzsere szerint „Amy miatt, vagy annak hiányában a piac olyan énekesnőket tudott szerezni, mint Adele, Estelle és Duffy”. „Most ezek a hölgyek hozták az újakat, úgymint Eliza Doolittle, Rumer és Ellie”.

### Amy Winehouse Alapítvány
Miután az énekesnő 2011 júliusában alkoholmérgezésben elhunyt, Winehouse családja létrehozta az Amy Winehouse Alapítványt, amelyet 2011. szeptember 14-én (Winehouse 28. születésnapján) indítottak útjára. Célja a kiszolgáltatott vagy hátrányos helyzetű fiatalok segítése, és más jótékonysági szervezetekkel együttműködve közvetlen támogatást nyújt. Központi irodája Észak-Londonban található, de New Yorkban is van egy irodája (amely „The Amy Winehouse Foundation US” néven működik). Jon Snow és Barbara Windsor is a jótékonysági szervezet védnöke, a nagykövetek között pedig Keira Chaplin és Mica Paris is szerepel. 2015 októberében Mark Ronson is védnök lett. Amy bátyja, Alex teljes munkaidőben az alapítványnak dolgozik, miután felhagyott online zenei újságírói karrierjével.
Maga a jótékonysági szervezet a kábítószerrel és alkohollal való visszaélés fiatalokra gyakorolt hatásainak megelőzésén dolgozik, valamint célja, hogy támogassa, tájékoztassa és inspirálja a kiszolgáltatott és hátrányos helyzetű fiatalokat, hogy segítse őket teljes potenciáljuk elérésében. 2013. március 12-én az alapítvány Russell Brand egykori drogfüggő segítségével elindította az „Amy Winehouse Foundation Resilience Programme for Schools” programot az Egyesült Királyságban, amelynek célja, hogy hatékony oktatást biztosítson a drogok, az alkohol és az érzelmi problémák kezelése terén.

### Filmek

#### Dokumentumfilm
2015. július 3-án mutatták be az Amy – Az Amy Winehouse-sztori (2015) című dokumentumfilmet Asif Kapadia rendezésében, producere James Gay-Rees volt. A film Winehouse életét és kapcsolatait mutatja be, a karrierje felvirágzása előtti és utáni küzdelmeit a kábítószerrel való visszaéléssel, ami végül a halálát okozta. A filmet a 2015-ös cannes-i filmfesztiválon mutatták be május 16-án, és a kritikák szerint „tragikus remekmű”, „briliáns”, „szívszorító” és „kihagyhatatlan”. Az azonos című filmzene 2015. október 30-án jelent meg a DVD-vel együtt, amely Antônio Pinto filmzeneszerző dokumentumfilmben szereplő zenéjét, valamint Winehouse klasszikus és néhány kiadatlan számát tartalmazza. A film nagy sikert aratott, és számos elismerést kapott, többek között a 2016-os Oscar-gálán A legjobb dokumentumfilmnek járó Oscar-díjat, a 2016-os Grammy-díjátadón A legjobb zenei filmnek járó Grammy-díjat, A legjobb dokumentumfilmnek járó BAFTA-díjat, az MTV Movie Award Legjobb dokumentumfilmnek járó díját, emellett jelölték A legjobb brit filmnek járó BAFTA-díjra is.

#### Életrajzi film
2018 októberében jelentették be, hogy Winehouse örökösei szerződést kötöttek, hogy életéről és karrierjéről életrajzi filmet készítsenek. 2022 júliusában jelentették be, hogy a Back to Black című játékfilmet a StudioCanal UK gyártja majd, és Sam Taylor-Johnson rendezi, aki korábban a Beatles sztárjáról, John Lennonról szóló életrajzi filmet, a John Lennon – A fiatal évek (2009) és A szürke ötven árnyalatát (2015) is elkészítette. A forgatókönyvet Matt Greenhalgh írta. 2023 januárjában nyilvánosságra hozták, hogy Marisa Abela brit színésznő játssza Winehouse szerepét, és a forgatás még abban a hónapban megkezdődött Londonban. 2024 januárjában megjelent a Back to Black előzetese, valamint kiderült, hogy a filmet április 12-én mutatják be az Egyesült Királyságban.

## Posztumusz visszatekintések
Winehouse szülei mindketten emlékiratokat írtak lányukról, és mindkét könyv bevételét az Amy Winehouse Alapítványnak ajánlották fel. Mitch Winehouse Amy: My Daughter (2012) című életrajzának bevezetőjében kifejtette: „Amellett, hogy az apja voltam, a barátja, bizalmasa és tanácsadója is voltam – nem mintha mindig megfogadta volna a tanácsaimat, de mindig meghallgatott”. Édesanyja, Janis 2014-ben kiadta a Loving Amy: A Mother's Story című könyvét.
A Winehouse személyes tárgyaiból rendezett, Amy Winehouse bátyja és sógornője által közösen kurátorkodó Amy Winehouse: A Family Portrait címmel 2013. július 3-tól 2013. szeptember 15-ig volt látható a londoni Jewish Museumban, majd 2015. július 23-tól 2015. november 1-ig San Franciscóban. A kiállítási tárgyakat, például könyveket és zenéket Winehouse testvére által írt feliratokkal együtt mutatták be.
2011 végén arról szóltak a hírek, hogy Winehouse egykori barátja, Reg Traviss filmet készít róla. Winehouse apja, Mitch Winehouse, aki lánya zenéjének szerzői jogait birtokolja, azt mondta, hogy nem engedélyezi a zenéjének felhasználását a filmben.

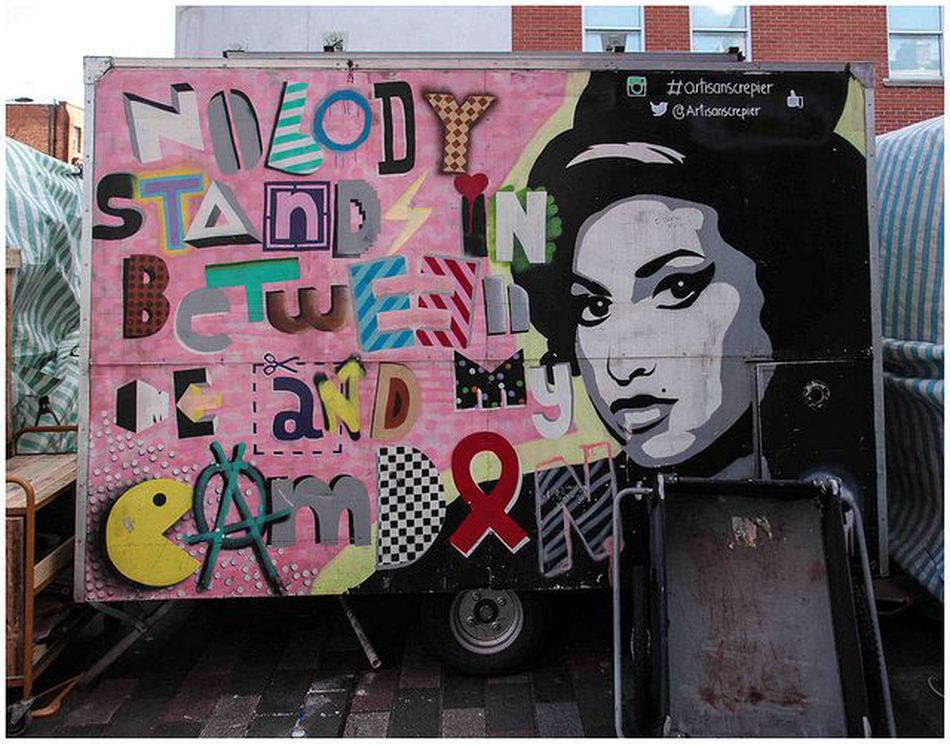
A Winehouse-t ábrázoló utcai művészeti alkotások a világ minden táján megtalálhatók, köztük a Camden Town-i otthona közelében is

Winehouse-ról szól az Amy – Az Amy Winehouse-sztori (2015) című dokumentumfilm, amelyet Asif Kapadia rendezett, és James Gay-Rees, Kapadia és a Universal Music készített. Kapadia és Gay-Rees a 2013-as cannes-i filmfesztiválon mutatták be a projektet, és elnyerték A legjobb dokumentumfilmnek járó Oscar-díjat. 2018-ban jelent meg a Winehouse Back to Black című albumán alapuló dokumentumfilm, az Amy Winehouse – Back to Black. A film új interjúkat és archív felvételeket is tartalmaz. A filmet az Eagle Vision készítette és Gil Cang volt a producere. A 2018. november 2-án DVD-n megjelenő filmben interjúkat adnak a producerek, Ronson és Remi, akik fele-fele arányban dolgoztak az albumon, valamint a Dap Kings, Remi zenei csapata, Ronnie Spector a Ronettesből és Winehouse-hoz közel állók, köztük Nick Shymansky, Juliette Ashby és Dionne Bromfield. A filmet egy An Intimate Evening in London című felvétel kíséri, amely Winehouse 2008-as, a londoni Riverside Studiosban adott koncertjének felvétele. 2019 februárjában a Salaam Remi kiadott egy válogatásalbumot, amelyen a Find My Love című dal is szerepel, amely Winehouse és a rapper Nas posztumusz együttműködése.
2020-ban a Los Angeles-i Grammy Múzeumban kiállítás nyílt Beyond Black – The Style of Amy Winehouse címmel. A kiállítás elsősorban Winehouse stílusát és divatját vizsgálja, bemutatva öltözékeit, például ikonikus ruháit, cipőit, hajkiegészítőit, sminkes táskáját, valamint Winehouse személyes tárgyait, köztük 2008-as Grammy-díjait, kézzel írt dalszövegeit, lemezeit és eddig nem látott otthoni videóit. A kiállítás 2020. január 17-től 2020. április 13-ig volt látható az Egyesült Államokban. 2021 novemberében Winehouse különböző személyes tárgyait és híres ruháit később a Los Angeles-i Julien's Auctions aukciósház árverésén több mint 3 millió fontot hoztak, amelynek 30%-át az Amy Winehouse Alapítvány kapta. Az Amy: Beyond the Stage című kiállítás 2021. november 26-án nyílt meg a londoni Kensingtonban található Design Museumban, amely Winehouse néhány személyes tárgyát is bemutatta, és a zenei karrierje előtt tisztelegve a divatérzékére is összpontosított.
2021 júliusában a BBC Two műsorára került egy új dokumentumfilm Reclaiming Amy címmel Winehouse halálának 10. évfordulója alkalmából. A film elsősorban az édesanyja, Janis Winehouse-Collins szemszögéből és narrációjával készült, és azok intim történeteit tartalmazza, akik életének végéig közel álltak Winehouse-hoz, köztük a közeli barátok, Naomi Parry (Amy stylistja), Catriona Gourlay és Chantelle Dusette.

## Diszkográfia
- Frank (2003)
- Back to Black (2006)
- Lioness: Hidden Treasures (2011)

## Filmográfia
- Amy – Az Amy Winehouse-sztori (2015)
- Amy Winehouse: Back to Black (2018)
- Reclaiming Amy (2021)